# قائمة إصدارات الطوابع البريدية في الشارقة (1964)
أدارت المملكة المتحدة العلاقات الخارجية لإمارات الساحل المتصالح نتيجة لمعاهدة «الاتفاقية الحصرية» لعام 1892، بما في ذلك إدارة البريد والبرق - حيث تكن هذه الإمارات منتمية للاتحاد البريدي العالمي. افتتحت حكومة الهند أول مكتب بريد في دبي في عام 1941. وفي عام 1948، وتولت إدارته وتشغيله الوكالات البريدية البريطانية في شرق شبه الجزيرة العربية، وهي شركة تابعة لمكتب البريد العام. كانت الطوابع في ذلك الوقت عبارة عن طوابع بريطانية مقابل رسوم إضافية بقيمة الروبية، حتى عام 1959، حيث أصدرت مجموعة من طوابع بريدية تحمل اسم «الإمارات المتصالحة» من دبي.
في عام 1963، تنازلت المملكة المتحدة عن مسؤوليتها عن الأنظمة البريدية في الإمارات المتصالحة إلى حكام الإمارات المتصالحة. لذا أصدرت إمارة الشارقة أول طوابعها البريدية في سنة 1963.
الكثير من الطوابع التي أصدرت في إمارة الشارقة تصنف ضمن طوابع الكثبان الرملية. طبعت هذه الطوابع بكثرة في الستينيات وأوائل السبعينيات من القرن الماضي، وتكاد تكون عديمة القيمة اليوم.
وجد فينبار كيني وهو رجل أعمال أمريكي ومن هواة جمع الطوابع الفرصة لإنشاء عدد من الإصدارات من الطوابع التي تستهدف سوق جامعي الطوابع المربح. وقد أبرم في عام 1964 اتفاقات مع إمارات الخليج العربي لإصدار طوابع، ومن بينها إمارة الشارقة. حملت هذه الطوابع مصورا ذات ألوان وأشكال صارخة وليس لها صلة فعلية بالإمارات.
كان بيع الطوابع البريدية لفترة قصيرة تجارة مربحة للإمارات، حيث كان لمعظم الإمارات القليل من مصادر الدخل، باستثناء إمارة أبو ظبي، التي توفر فيها إنتاج النفط منذ عام 1965. ومع ذلك، انخفضت الإيرادات التي تصل إلى 70 ألف جنيه إسترليني للإمارات الأفقر إلى 30 ألف جنيه إسترليني مع التشبع الحتمي للسوق. شكل بيع الطوابع بحلول عام 1966 المصدر الرئيسي لدخل الإمارات المتصالحة الشمالية.
أدى انتشارها في النهاية إلى تقليل قيمتها، ولهذا السبب، فإن العديد من الكتالوجات الشعبية اليوم لا تدرجها حتى.
اتهم فينبار كيني بالتورط في قضية رشوة في الولايات المتحدة بسبب تعاملاته مع حكومة جزر كوك. انتهت ترتيبات فينبار كيني عندما توحدت الإمارات العربية المتحدة في ديسمبر 1971.
هذه قائمة إصدارات الطوابع البريدية في إمارة الشارقة لعام 1964:

## إصدارات ذكرى جون كينيدي
هذه الطوابع في الأصل كانت من إصدارات البريد الجوي لعام 1963، وهي من تصميم عبد الرحمن كوندي، وقد وشحت بعبارة "ذكرى جون ف. كنيدي 1917-1963":
| # | رمز دليل الطوابع                                                                           | تاريخ الإصدار | الوصف | صورة الإصدار المخرم | القيمة    |
| - | ------------------------------------------------------------------------------------------ | ------------- | --- | ------------------- | --------- |
| 1 | (Mi #AE-SH 49aA) (Yt #AE-SH PA7) (Sn #AE-SH C7) (Sg #AE-SH 45) (Col #AE-SH 1964.01.07-1)   | 4 يناير 1964  | صورة الشيخ صقر بن سلطان القاسمي مع علم وخريطة إمارة الشارقة مع توشيح بعبارة "ذكرى جون ف. كنيدي 1917-1963" |                     | 1 روبية   |
| 2 | (Mi #AE-SH 50aA) (Yt #AE-SH PA8) (Sn #AE-SH C8) (Sg #AE-SH 46) (Col #AE-SH 1964.01.07-2)   | 4 يناير 1964  | صورة الشيخ صقر بن سلطان القاسمي مع علم وخريطة إمارة الشارقة مع توشيح بعبارة "ذكرى جون ف. كنيدي 1917-1963" |                     | 2 روبيتان |
| 3 | (Mi #AE-SH 51aA) (Yt #AE-SH PA9) (Sn #AE-SH C9) (Sg #AE-SH 47) (Col #AE-SH 1964.01.07-3)   | 4 يناير 1964  | صورة الشيخ صقر بن سلطان القاسمي مع علم وخريطة إمارة الشارقة مع توشيح بعبارة "ذكرى جون ف. كنيدي 1917-1963" |                     | 3 روبيات  |
| 4 | (Mi #AE-SH 52aA) (Yt #AE-SH PA10) (Sn #AE-SH C10) (Sg #AE-SH 48) (Col #AE-SH 1964.01.07-4) | 4 يناير 1964  | صورة الشيخ صقر بن سلطان القاسمي مع علم وخريطة إمارة الشارقة مع توشيح بعبارة "ذكرى جون ف. كنيدي 1917-1963" |                     | 4 روبيات  |
| 5 | (Mi #AE-SH 53aA) (Yt #AE-SH PA11) (Sn #AE-SH C11) (Sg #AE-SH 49) (Col #AE-SH 1964.01.07-5) | 4 يناير 1964  | صورة الشيخ صقر بن سلطان القاسمي مع علم وخريطة إمارة الشارقة مع توشيح بعبارة "ذكرى جون ف. كنيدي 1917-1963" |                     | 5 روبيات  |
| 6 | (Mi #AE-SH 54aA) (Yt #AE-SH PA12) (Sn #AE-SH C12) (Sg #AE-SH 50) (Col #AE-SH 1964.01.07-6) | 4 يناير 1964  | صورة الشيخ صقر بن سلطان القاسمي مع علم وخريطة إمارة الشارقة مع توشيح بعبارة "ذكرى جون ف. كنيدي 1917-1963" |                     | 10 روبيات |

## إصدارات استكشاف الفضاء
أصدرت الطوابع التي تعنى باستكشاف الفضاء، وتوفرت على نسخة مخرمة، وأخرى غير مخرمة، تمثل رموز فهارس الطوابع النسخ المخرمة في حالة وجود رمز واحد، ويمثل الرمز الأول الطابع المخرم والرمز الثاني الطابع غير المخرم:

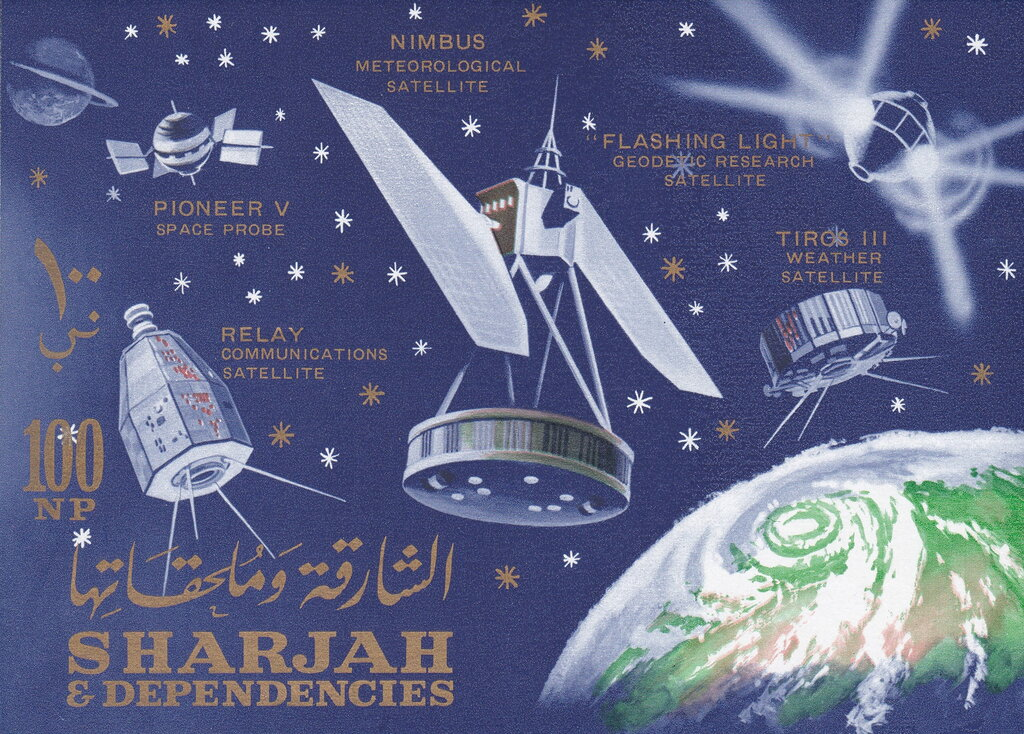
بطاقة تذكارية قيمتها 100 بيزة (1 روبية) وأبعادها 112 × 80 ملم، وتظهر فيها المشاريع والبرامج الفضائية الظاهرة في طوابع هذه المجموعة.

| #  | رمز دليل الطوابع                                                                                         | تاريخ الإصدار | الوصف                                                               | صورة الإصدار المخرم | صورة الإصدار غير المخرم | القيمة  |
| -- | --- | ------------- | ------------------------------------------------------------------- | ------------------- | ----------------------- | ------- |
| 7  | (Mi #AE-SH 54A & 54B) (Yt #AE-SH 39 & 39ND) (Sn #AE-SH 42) (Sg #AE-SH 51) (Col #AE-SH 1964.01.28-1 & 1a) | 28 يناير 1964 | طابع بلون أزرق لمرصد فلكي مداري.                                    |                     |                         | 1 بيزة  |
| 8  | (Mi #AE-SH 55A & 55B) (Yt #AE-SH 40 & 40ND) (Sn #AE-SH 43) (Sg #AE-SH 52) (Col #AE-SH 1964.01.28-2 & 2a) | 28 يناير 1964 | طابع بلونين عن قمر نيمبوس المختص بالأنواء الجوية.                   |                     |                         | 2 بيزة  |
| 9  | (Mi #AE-SH 56A & 56B) (Yt #AE-SH 41 & 41ND) (Sn #AE-SH 44) (Sg #AE-SH 53) (Col #AE-SH 1964.01.28-3 & 3a) | 28 يناير 1964 | طابع بلونين تظهر عليه صورة المركبة الفضائية غير المأهولة بايونير 5. |                     |                         | 3 بيزات |
| 10 | (Mi #AE-SH 57A & 57B) (Yt #AE-SH 42 & 42ND) (Sn #AE-SH 45) (Sg #AE-SH 54) (Col #AE-SH 1964.01.28-4 & 4a) | 28 يناير 1964 | طابع بلونين تظهر فيه صورة القمر الصناعي إكسبلورر 13.                |                     |                         | 4 بيزات |
| 11 | (Mi #AE-SH 58A & 58B) (Yt #AE-SH 43 & 43ND) (Sn #AE-SH 46) (Sg #AE-SH 55) (Col #AE-SH 1964.01.28-5 & 5a) | 28 يناير 1964 | طابع بلونين تظهر فيه صورة القمر الصناعي إكسبلورر 12.                |                     |                         | 5 بيزات |
| 12 | (Mi #AE-SH 59A & 59B) (Yt #AE-SH 44 & 44ND) (Sn #AE-SH 47) (Sg #AE-SH 56) (Col #AE-SH 1964.01.28-6 & 6a) | 28 يناير 1964 | طابع بلونين تظهر فيه صورة قمر صناعي ضمن برنامج التتبع.              |                     |                         | 35 بيزة |
| 13 | (Mi #AE-SH 60A & 60B) (Yt #AE-SH 45 & 45ND) (Sn #AE-SH 48) (Sg #AE-SH 57) (Col #AE-SH 1964.01.28-7 & 7a) | 28 يناير 1964 | طابع بلونين تظهر فيه صورة المرصد الشمسي المداري.                    |                     |                         | 50 بيزة |

وكذلك أصدرت بطاقة تذكارية:

## إصدارات دورة الألعاب الأولمبية الصيفية في اليابان 1964 (المجموعة الأولى)
أصدرت الطوابع التي تحتفي بدورة الألعاب الأولمبية الصيفية في طوكيو عاصمة اليابان، وتوفرت على نسخة مخرمة، وأخرى غير مخرمة، تمثل رموز فهارس الطوابع النسخ المخرمة في حالة وجود رمز واحد، ويمثل الرمز الأول الطابع المخرم والرمز الثاني الطابع غير المخرم:
| #  | رمز دليل الطوابع                                                                                         | تاريخ الإصدار | الوصف              | صورة الإصدار المخرم | صورة الإصدار غير المخرم | القيمة  | الأبعاد     |
| -- | --- | ------------- | ------------------ | ------------------- | ----------------------- | ------- | ----------- |
| 14 | (Mi #AE-SH 61A & 61B) (Yt #AE-SH 46 & 46ND) (Sn #AE-SH 49) (Sg #AE-SH 58) (Col #AE-SH 1964.03.03-1 & 1a) | 3 مارس 1964   | سباقات الركض       |                     |                         | 1 بيزة  | 45 × 45 ملم |
| 15 | (Mi #AE-SH 62A & 62B) (Yt #AE-SH 47 & 47ND) (Sn #AE-SH 50) (Sg #AE-SH 59) (Col #AE-SH 1964.03.03-2 & 2a) | 3 مارس 1964   | رياضة رمي القرص    |                     |                         | 2 بيزة  | 45 × 45 ملم |
| 16 | (Mi #AE-SH 63A & 63B) (Yt #AE-SH 48 & 48ND) (Sn #AE-SH 51) (Sg #AE-SH 60) (Col #AE-SH 1964.03.03-3 & 3a) | 3 مارس 1964   | رياضة سباق الحواجز |                     |                         | 3 بيزات | 45 × 45 ملم |
| 17 | (Mi #AE-SH 64A & 64B) (Yt #AE-SH 49 & 49ND) (Sn #AE-SH 52) (Sg #AE-SH 61) (Col #AE-SH 1964.03.03-4 & 4a) | 3 مارس 1964   | رياضة رمي الثقل    |                     |                         | 4 بيزات | 45 × 45 ملم |
| 18 | (Mi #AE-SH 65A & 65B) (Yt #AE-SH 50 & 50ND) (Sn #AE-SH 53) (Sg #AE-SH 62) (Col #AE-SH 1964.03.03-5 & 5a) | 3 مارس 1964   | رياضة القفز العالي |                     |                         | 20 بيزة | 45 × 45 ملم |
| 19 | (Mi #AE-SH 66A & 66B) (Yt #AE-SH 51 & 51ND) (Sn #AE-SH 54) (Sg #AE-SH 63) (Col #AE-SH 1964.03.03-6 & 6a) | 3 مارس 1964   | رياضة رفع الأثقال  |                     |                         | 30 بيزة | 45 × 45 ملم |
| 20 | (Mi #AE-SH 67A & 67B) (Yt #AE-SH 52 & 52ND) (Sn #AE-SH 55) (Sg #AE-SH 64) (Col #AE-SH 1964.03.03-7 & 7a) | 3 مارس 1964   | رياضة رمي الرمح    |                     |                         | 40 بيزة | 45 × 45 ملم |
| 21 | (Mi #AE-SH 68A & 68B) (Yt #AE-SH 53 & 53ND) (Sn #AE-SH 56) (Sg #AE-SH 65) (Col #AE-SH 1964.03.03-8 & 8a) | 3 مارس 1964   | رياضة الغطس        |                     |                         | 1 روبية | 45 × 45 ملم |

كما أصدرت ورقة تذكارية بحجمين، والبطاقة التذكارية تطابق في التصميم والقيمة الطابع الأخير بقيمة روبية واحدة:

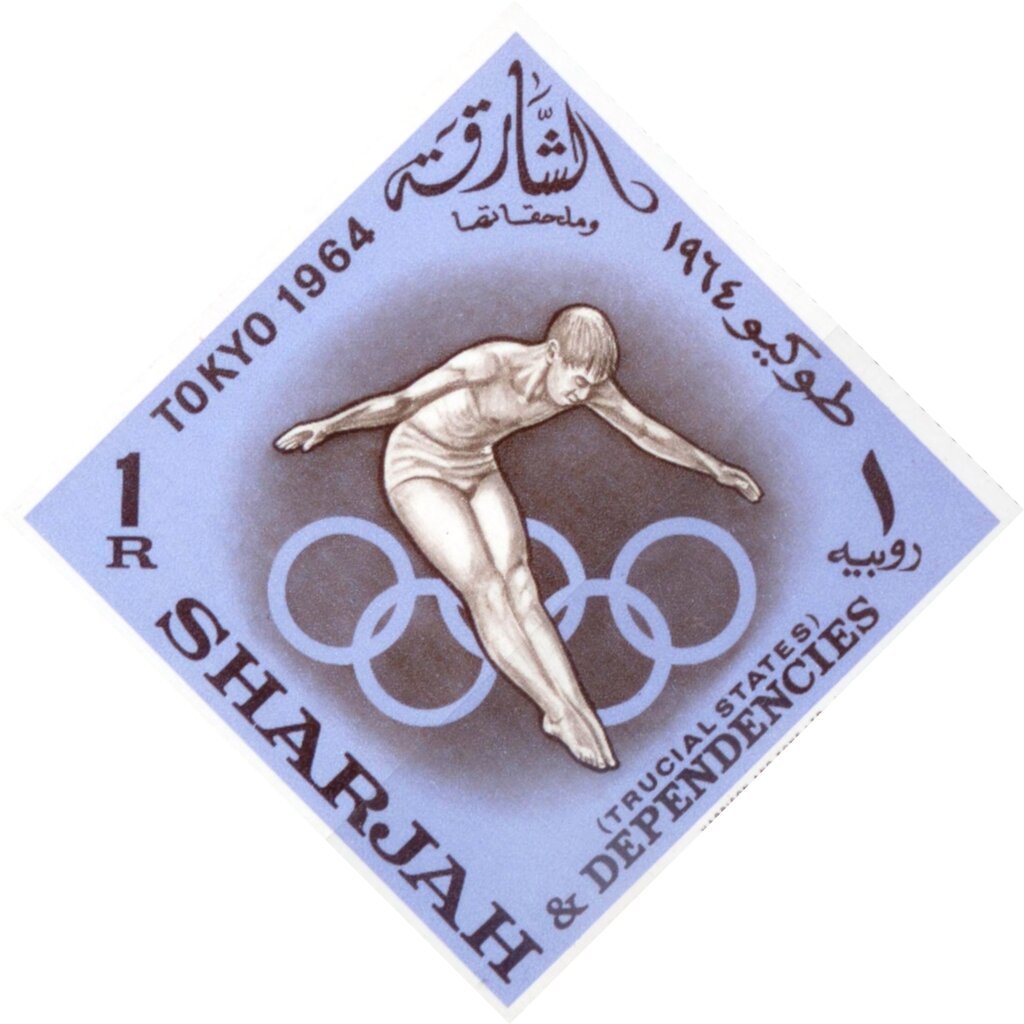
بطاقة تذكارية:
قياس 67 × 67 ملم
قياس 102 × 102 ملم

## إصدارات يوم حقوق الإنسان
أصدرت الطوابع التالية التي تحتفي بيوم حقوق الإنسان، وتذكر الفهارس وجود إصدار مخرم وآخر غير مخرم، إلا أن الجدول أدرج المتاح فقط، مع الإشارة إلى رقم الفهرس الثاني للطابع غير المخرم حسب الفهرس:
| #  | رمز دليل الطوابع                                                                                     | تاريخ الإصدار | الوصف                     | صورة الإصدار المخرم | القيمة   | الأبعاد     |
| -- | --- | ------------- | ------------------------- | ------------------- | -------- | ----------- |
| 22 | (Mi #AE-SH 70A & 70B) (Yt #AE-SH PA13) (Sn #AE-SH C13) (Sg #AE-SH 66) (Col #AE-SH 1964.04.15-1 & 1a) | 15 نيسان 1964 | طابع بلون بني.            |                     | 50 بيزة  | 67 × 40 ملم |
| 23 | (Mi #AE-SH 71A & 71B) (Yt #AE-SH PA14) (Sn #AE-SH C14) (Sg #AE-SH 67) (Col #AE-SH 1964.04.15-2 & 2a) | 15 نيسان 1964 | طابع بلون بنفسجي.         |                     | 1 روبية  | 67 × 40 ملم |
| 24 | (Mi #AE-SH 72A & 72B) (Yt #AE-SH PA15) (Sn #AE-SH C15) (Sg #AE-SH 68) (Col #AE-SH 1964.04.15-3 & 3a) | 15 نيسان 1964 | طابع بلون أخضر مزرق داكن. |                     | 150 بيزة | 67 × 40 ملم |
| 25 | (Mi #AE-SH 73) (Col #AE-SH 1964.04.15-4a)                                                            | 15 نيسان 1964 | طابع بلون أحمر.           |                     | 3 روبيات | 67 × 40 ملم |

كما أصدرت بطاقة تحتوي على الطابع الأحمر ذي القيمة 3 روبيات:

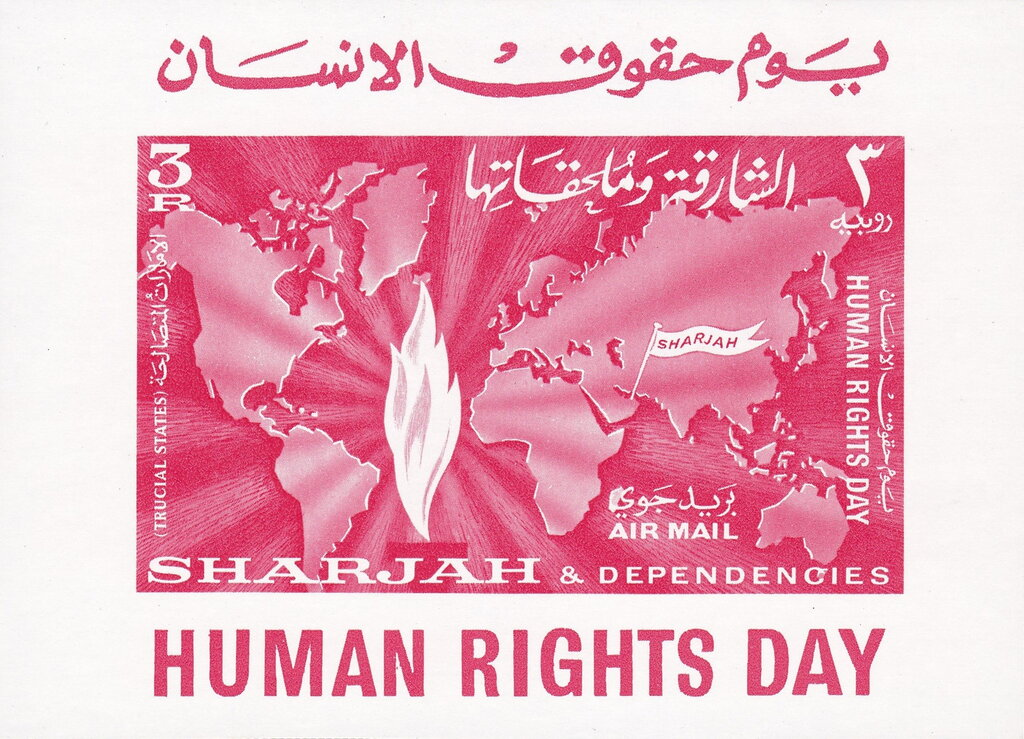
بطاقة تذكارية بقيمة 3 روبيات

## إصدارات كشاف مدارس البنات
في 30 يونيو 1964، أصدرت الطوابع التالية التي تعنى بكشاف مدارس البنات:
- 1 بيزة
- 2 بيزتان
- 3 بيزات
- 4 بيزات
- 5 بيزات
- روبيتان

وكذلك توفر الإصدار بنسخة طوابع غير مخرمة:

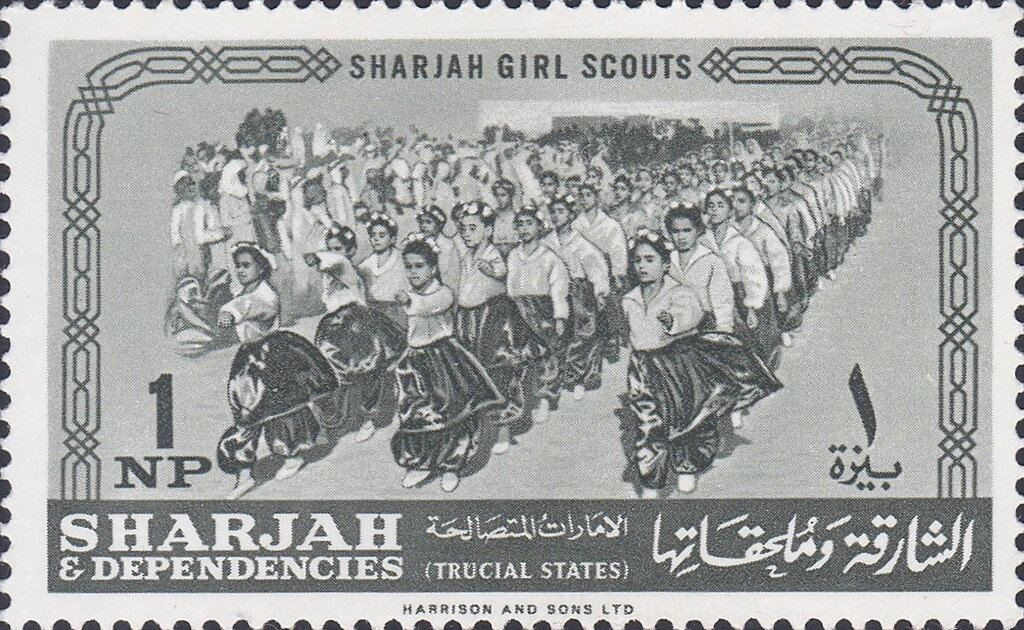
1 بيزة
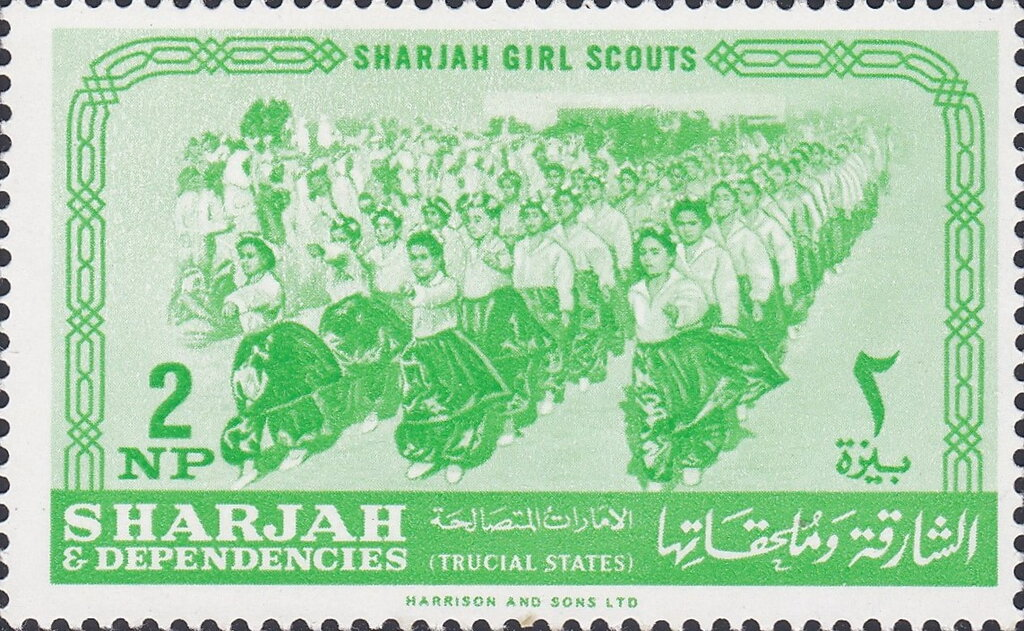
2 بيزتان
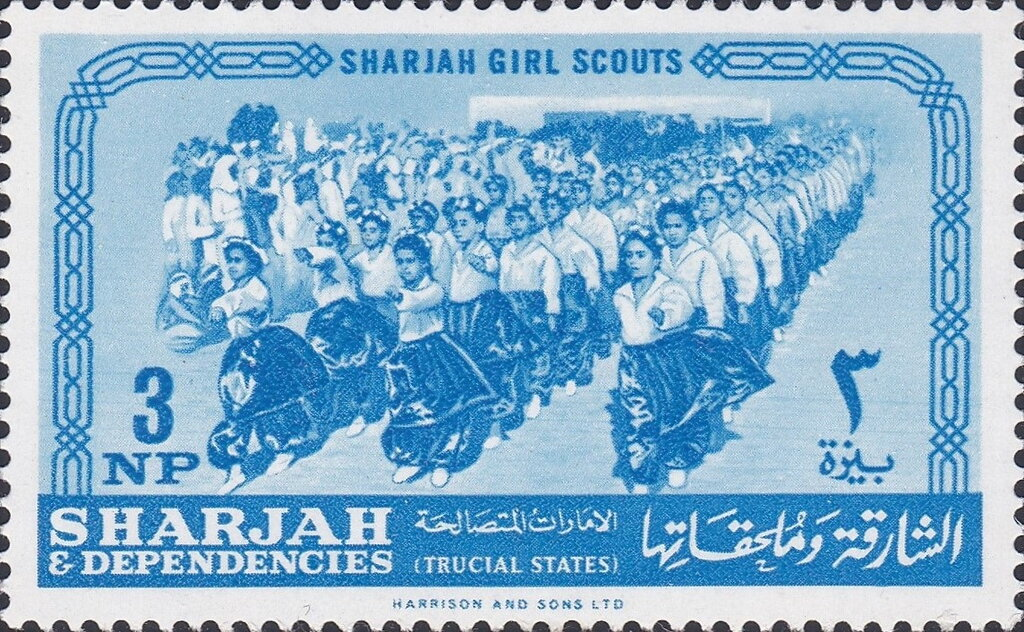
3 بيزات
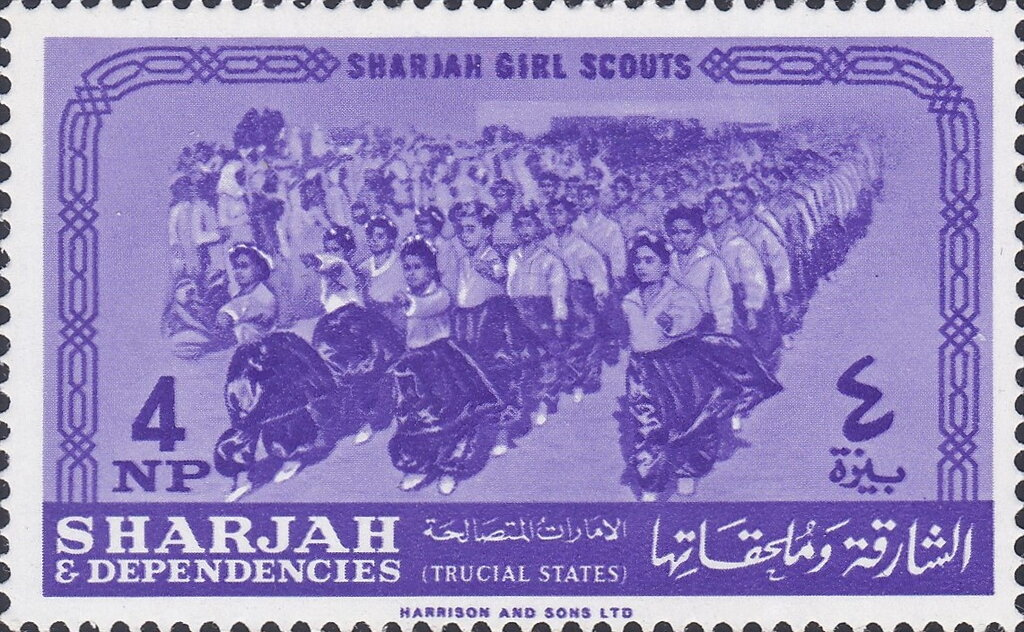
4 بيزات
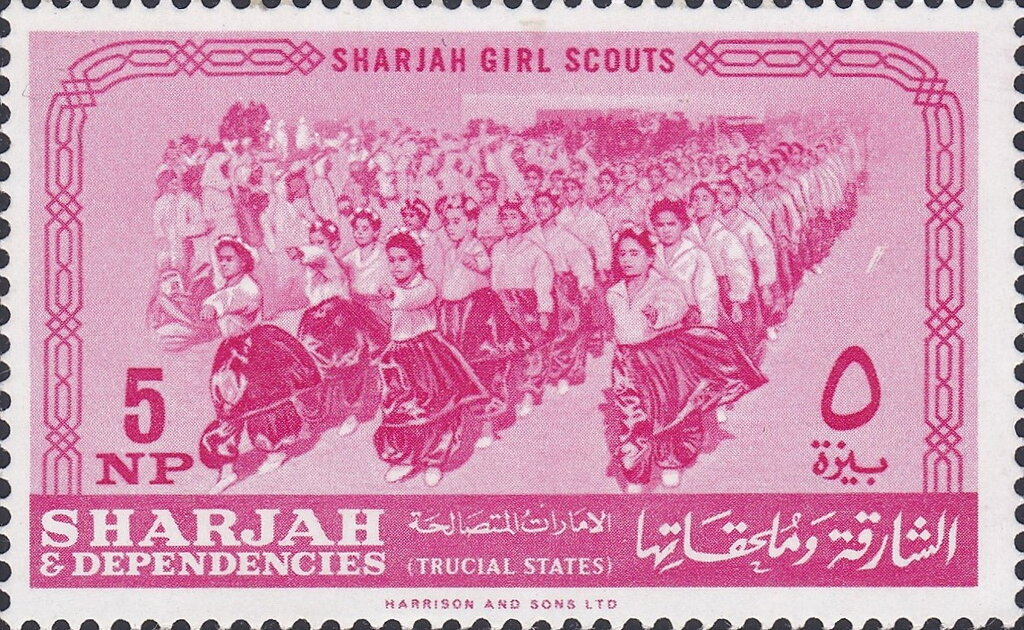
5 بيزات
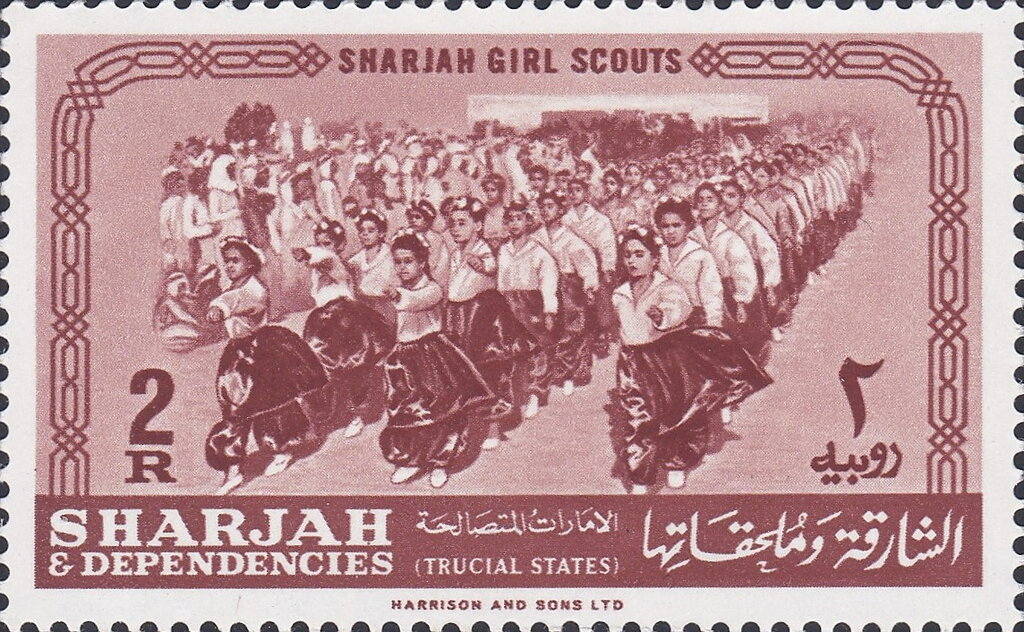
روبيتان

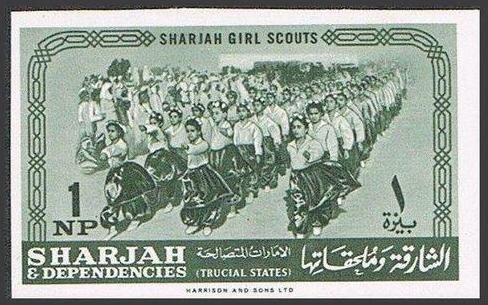
1 بيزة
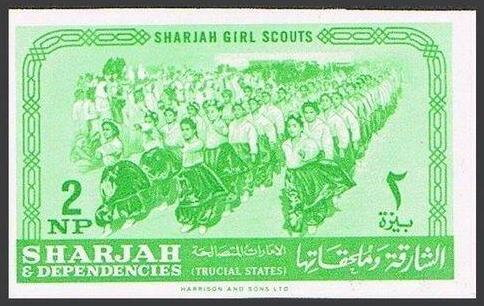
2 بيزتان
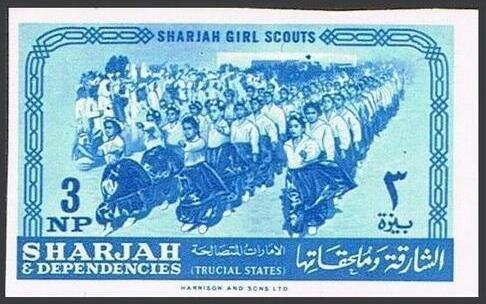
3 بيزات
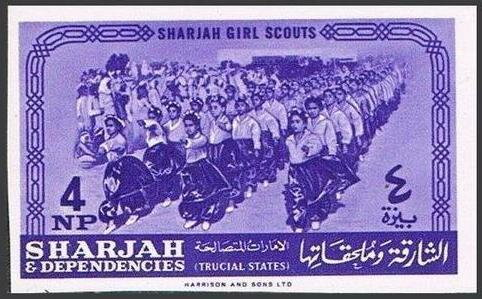
4 بيزات
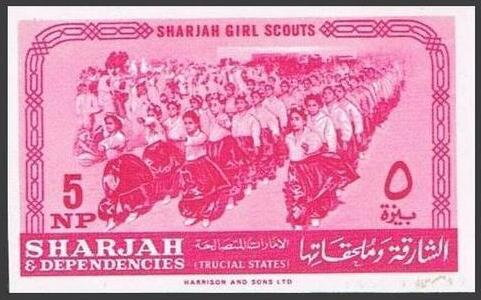
5 بيزات
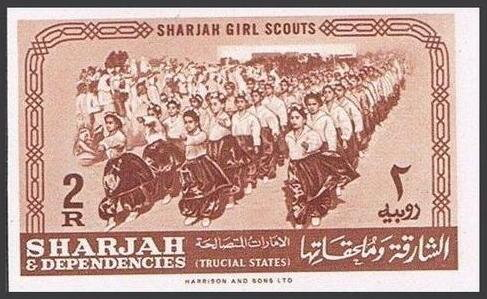
روبيتان
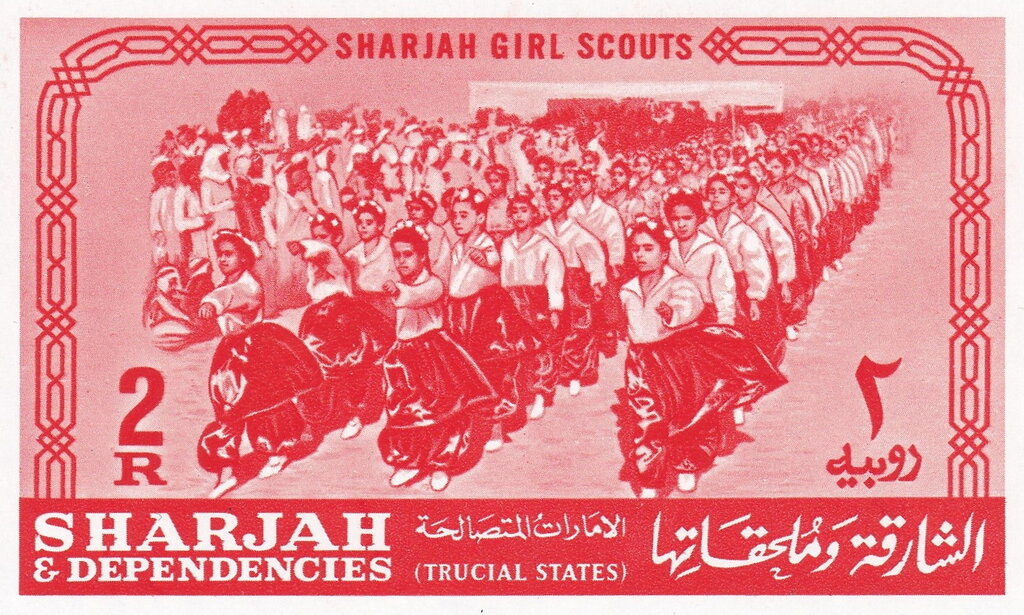
روبيتان

وكذلك بطاقة تذكارية تضم الطابع الأحمر الذي قيمته روبيتان:

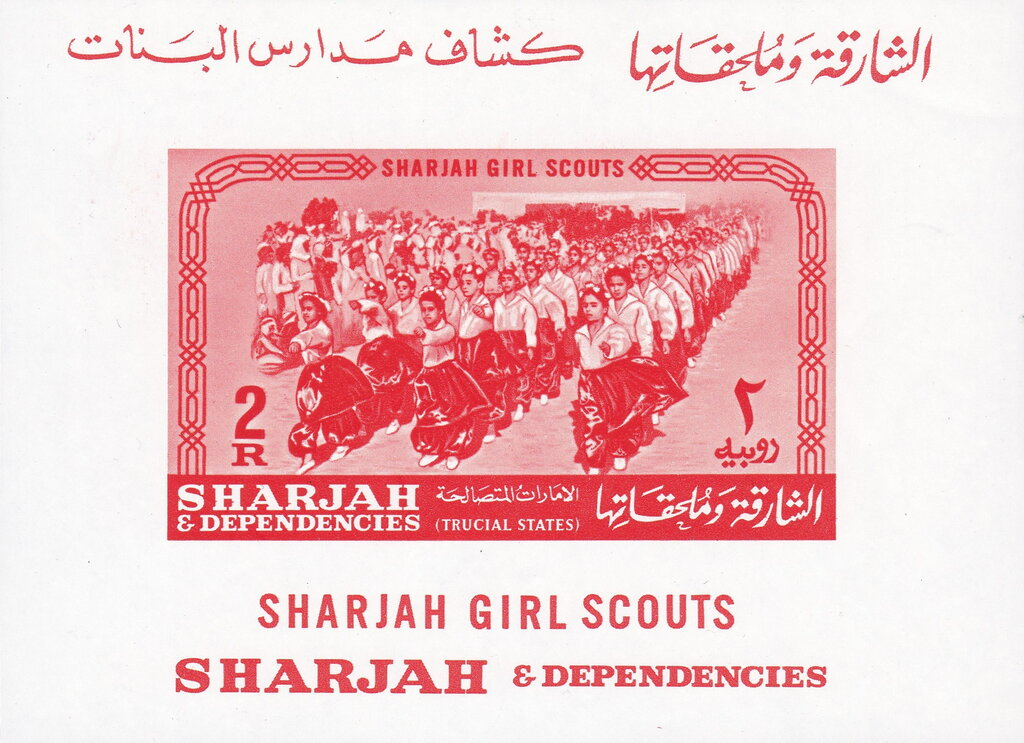
بطاقة تذكارية.

## إصدارات معالم إمارة الشارقة
في 13 أغسطس 1964، أصدرت الطوابع التالية التي تظهر عليها معالم إمارة الشارقة:

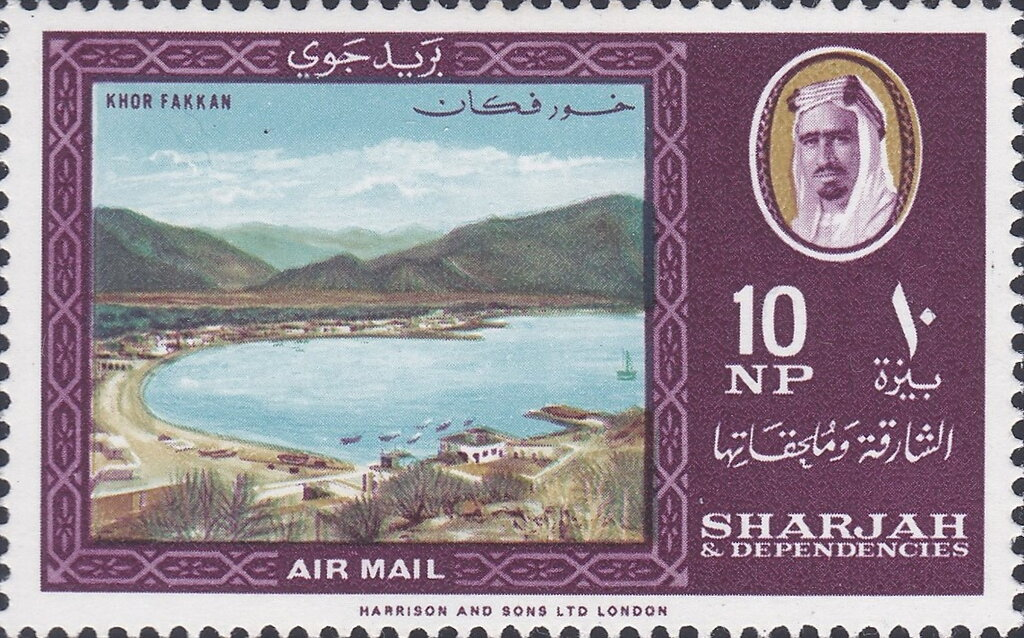
10 بيزات منظر من خورفكان
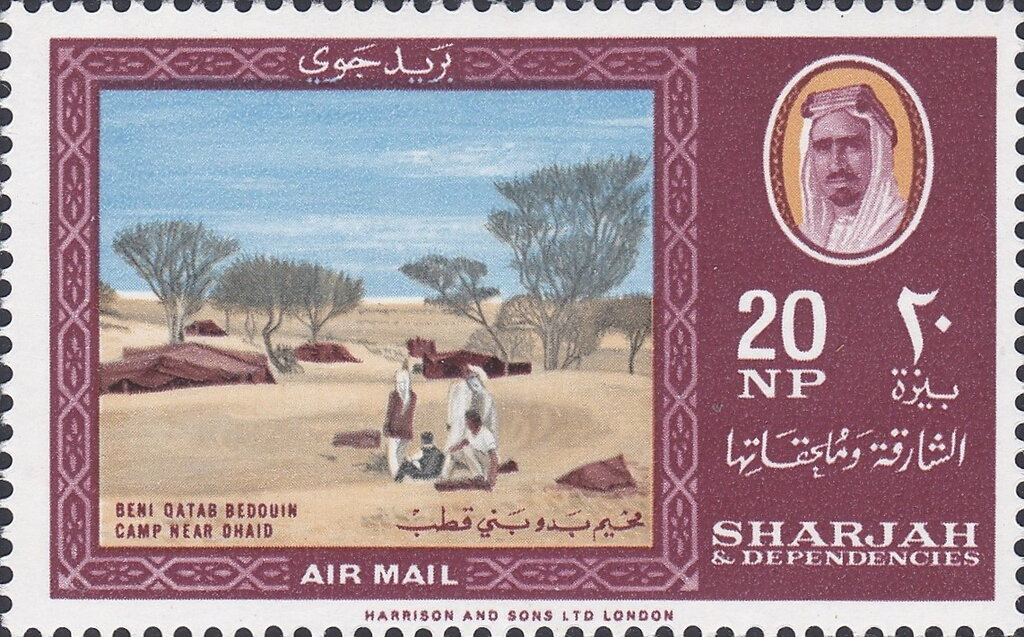
20 بيزة مخيم بدو بني قطب
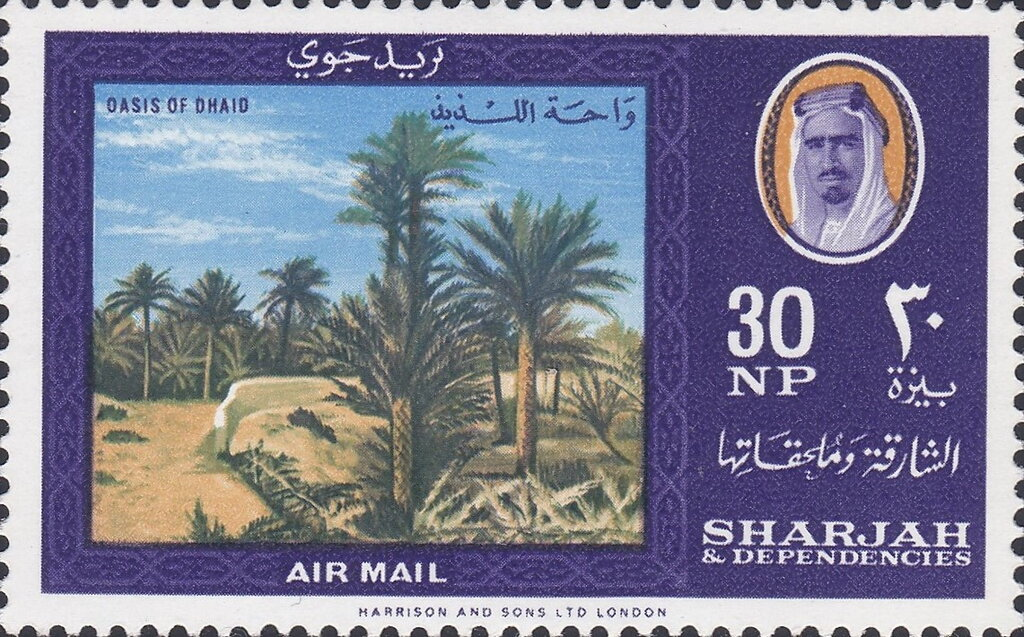
30 بيزة واحة الذيد
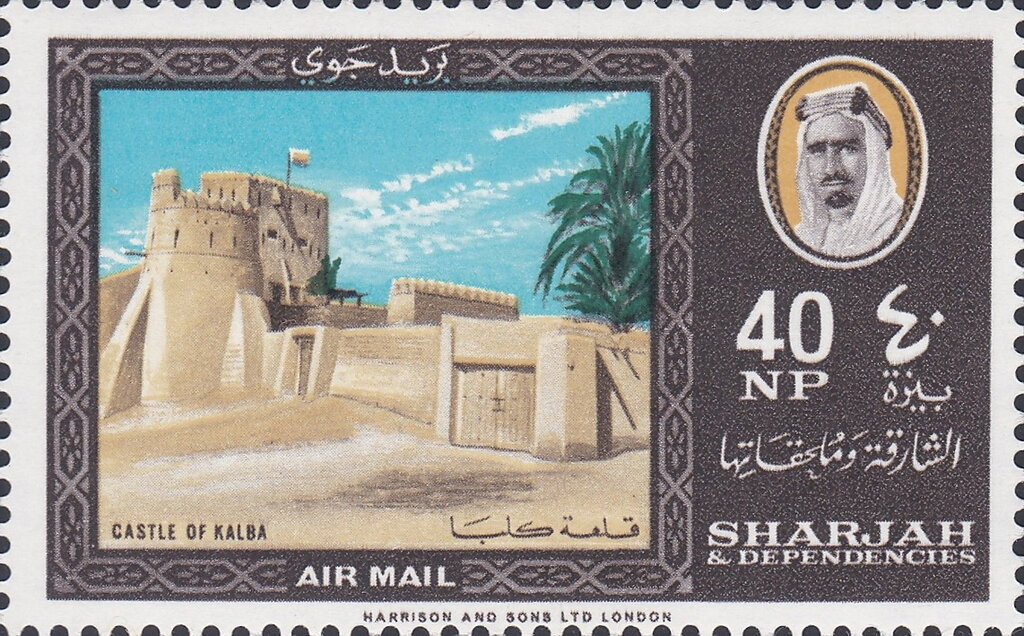
40 بيزة قلعة كلباء
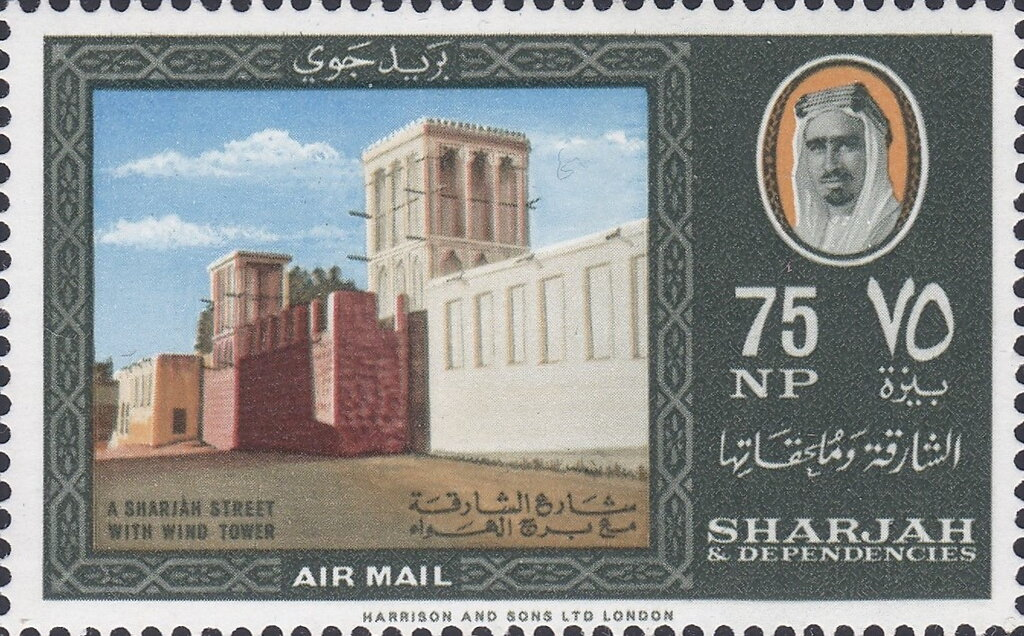
75 بيزة شارع الشارقة مع برج الهواء
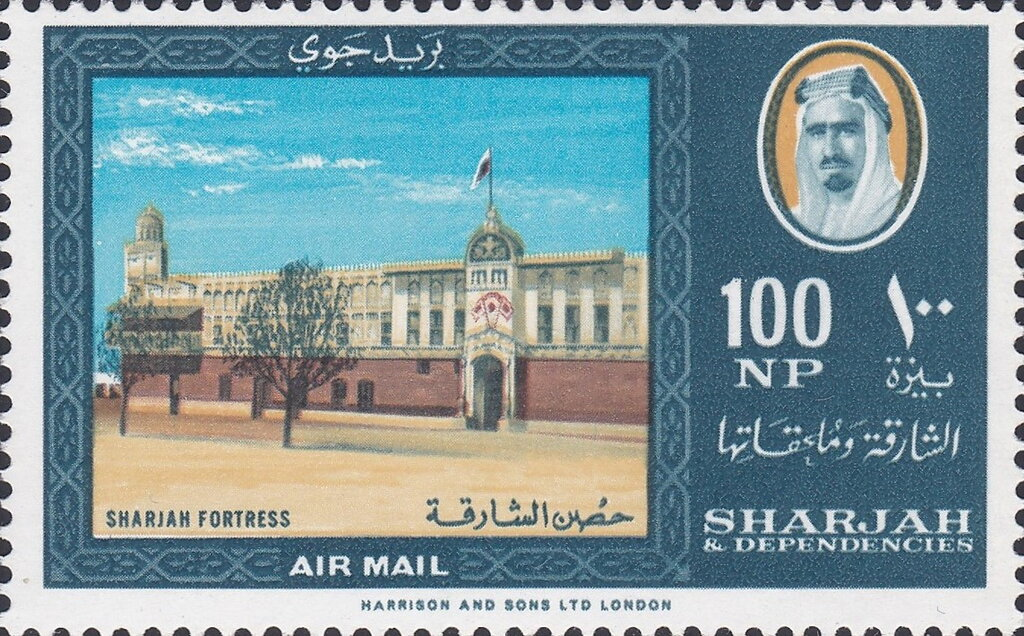
100 بيزة حصن الشارقة

## إصدارات معرض نيويورك الدولي 1964

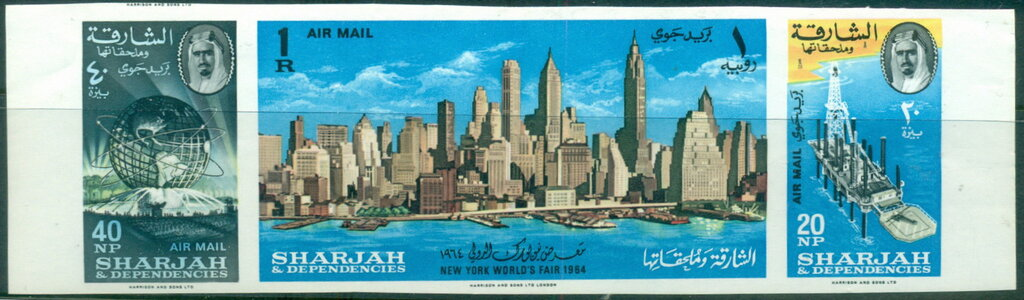
الطوابع الثلاثة مجموعة في هيئة ورقة طوابع متجاورة غير مخرمة.

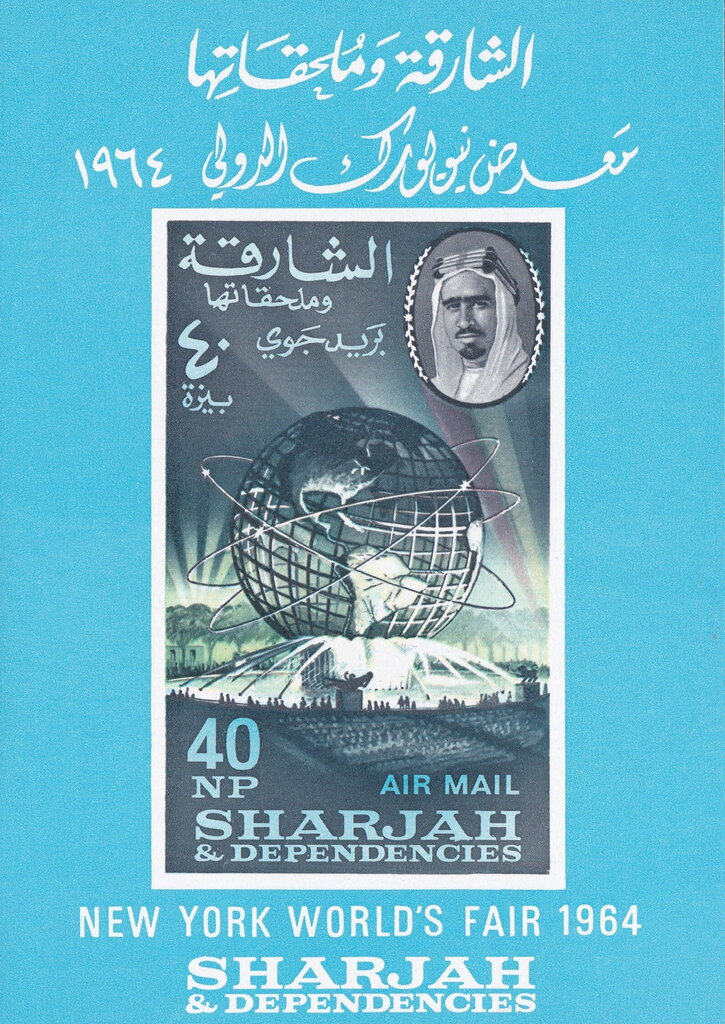
بطاقة تذكارية بقيمة 40 بيزة، تضم الطابع ذي القيمة ذاتها.

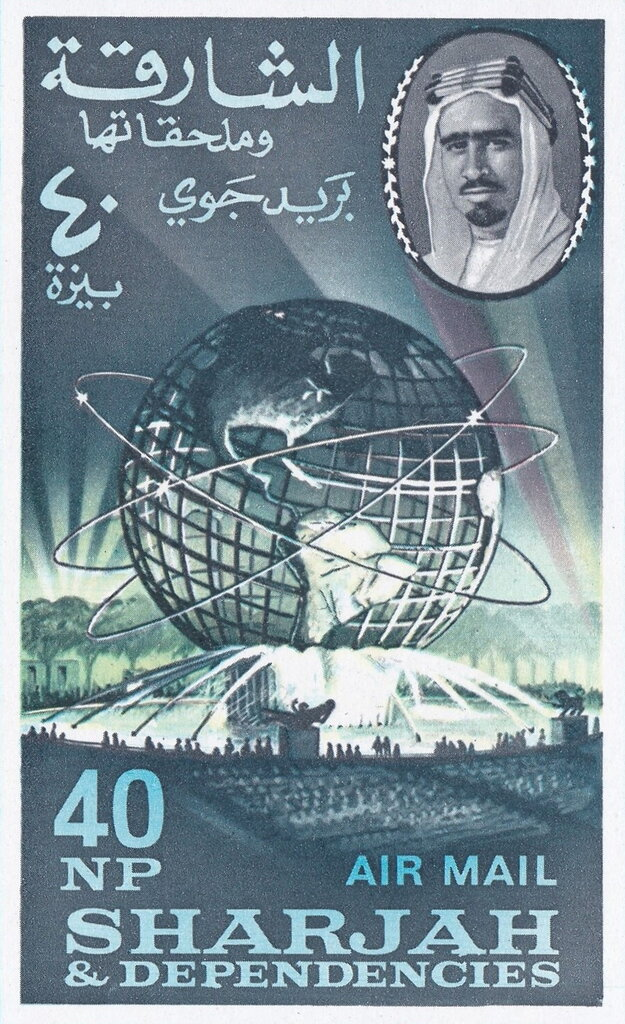
طابع بقيمة 40 بيزة مقتطع من البطاقة التذكارية.

في 4 سبتمبر 1964، أصدرت الطوابع الثلاثة التالية احتفاء بمعرض نيويورك الدولي 1964:

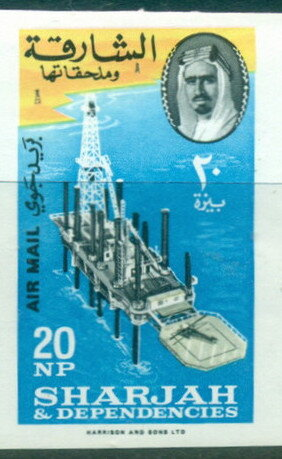
20 بيزة
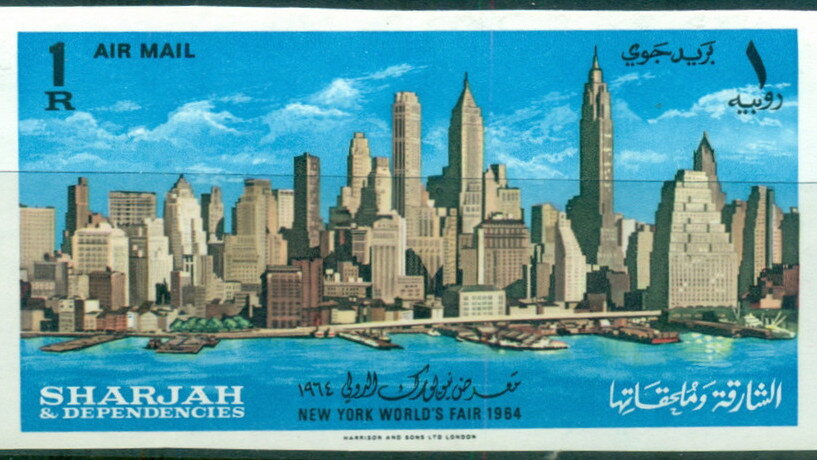
1 روبية
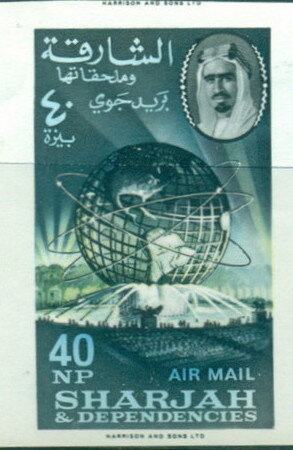
40 بيزة

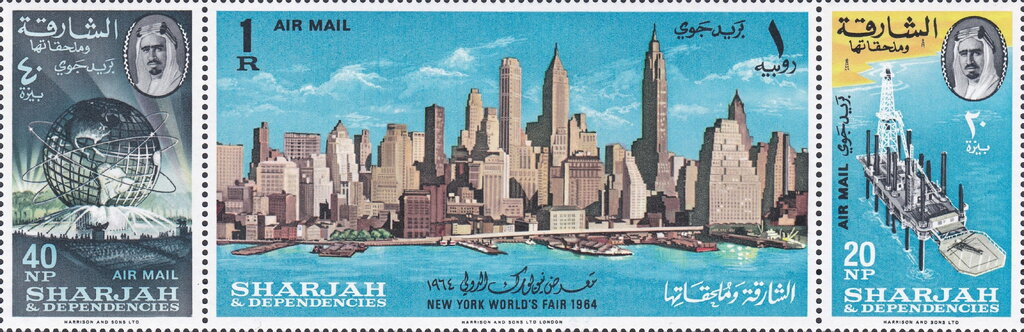
الطوابع الثلاثة مجموعة في هيئة طوابع متجاورة.

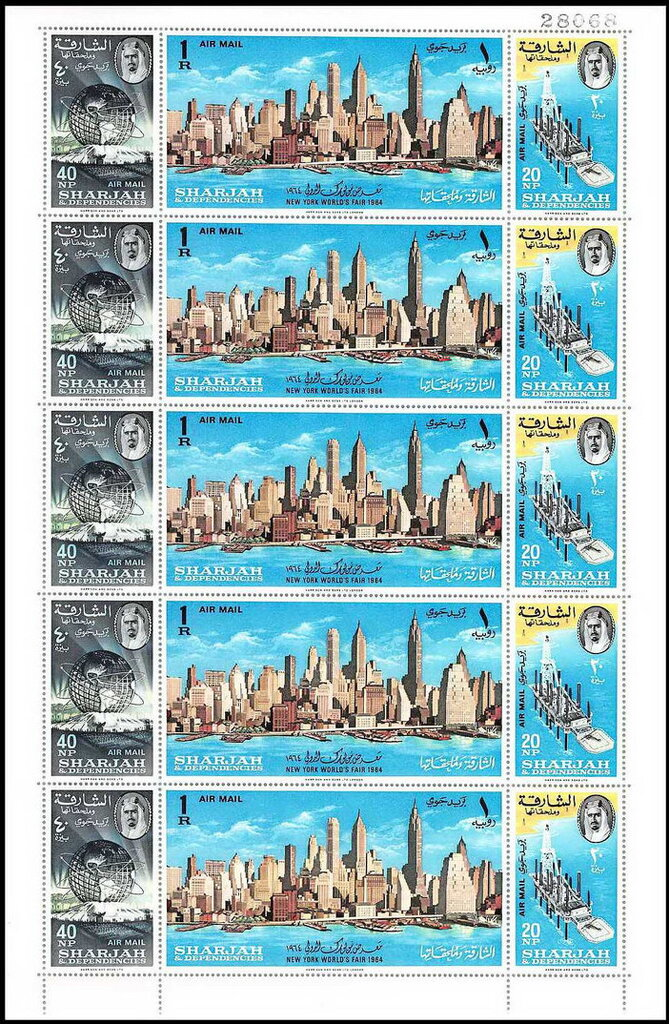
صحيفة الطوابع كاملة تظهر فيها عدة مجموعات من الطوابع.

وكذلك توفرت نسخة غير مخرمة من الطوابع:

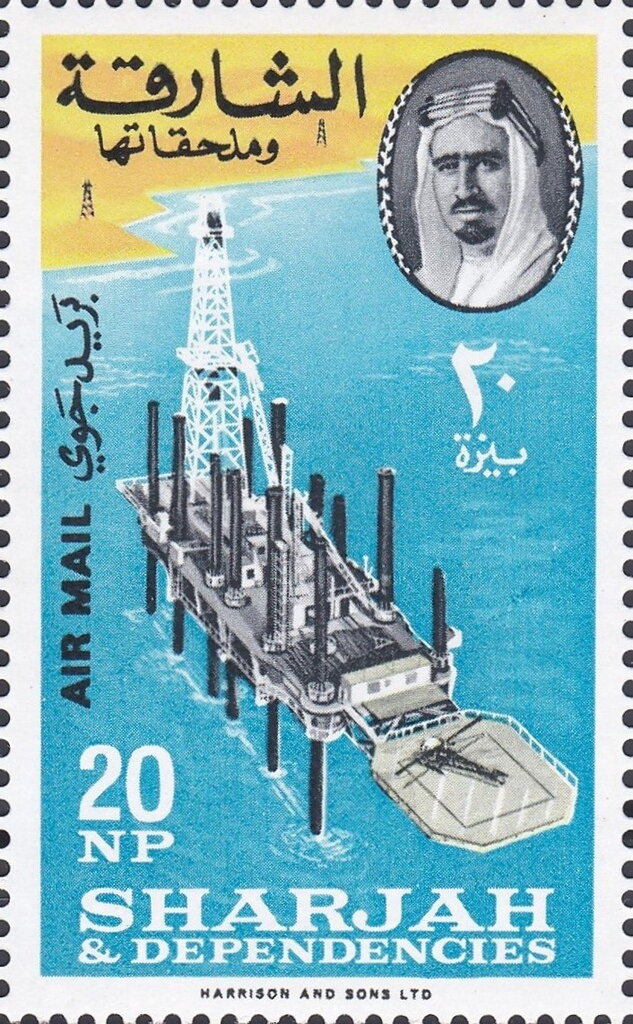
20 بيزة
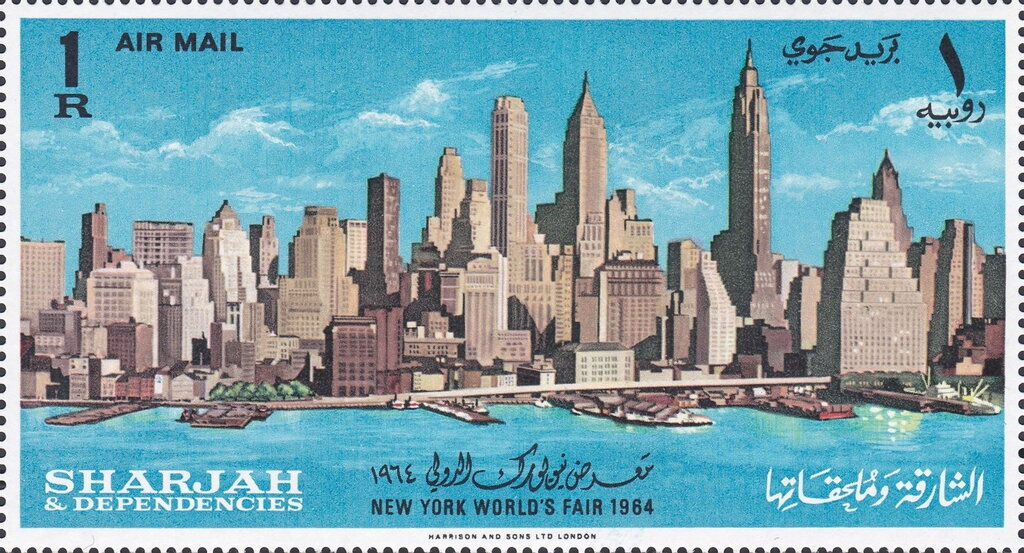
1 روبية
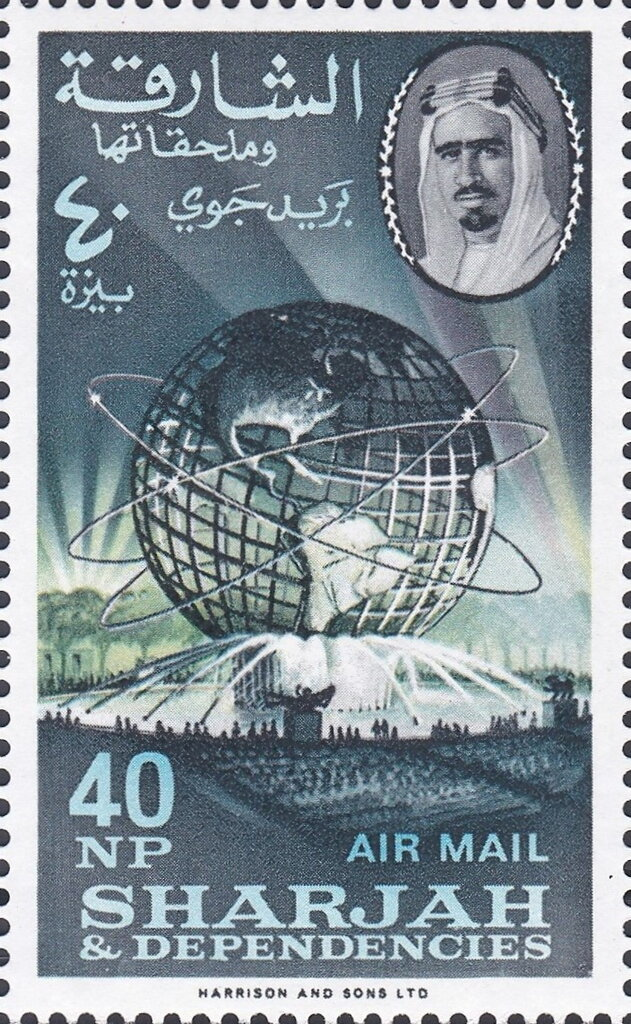
40 بيزة

وكذلك أصدرت بطاقة تذكارية:

## إصدارات كشاف الشارقة
في 13 سبتمبر 1964، أصدرت الطوابع التالية التي تحتفي بكشاف الشارقة:

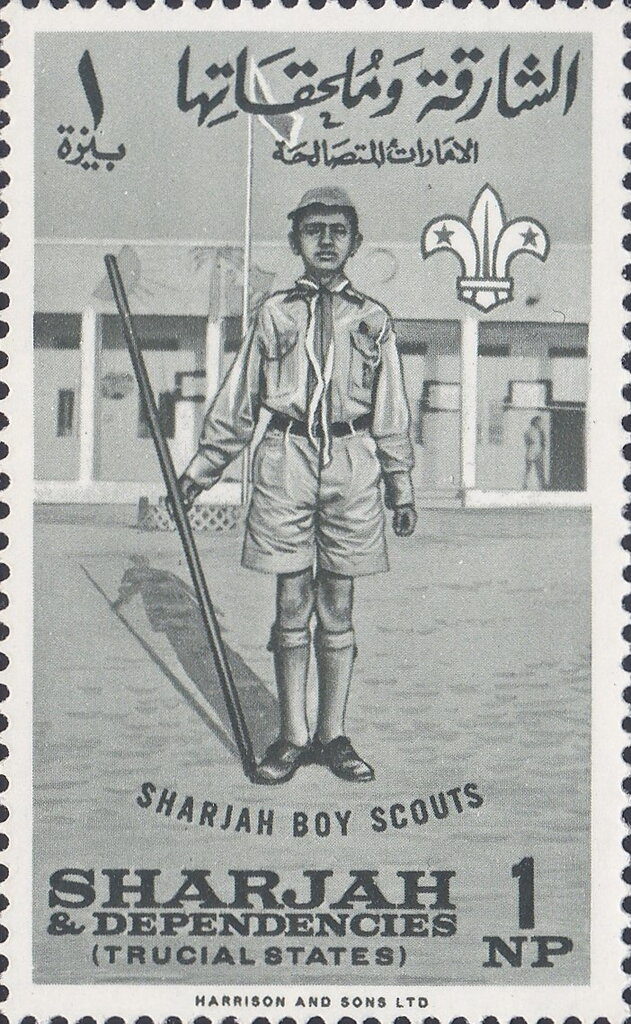
1 بيزة
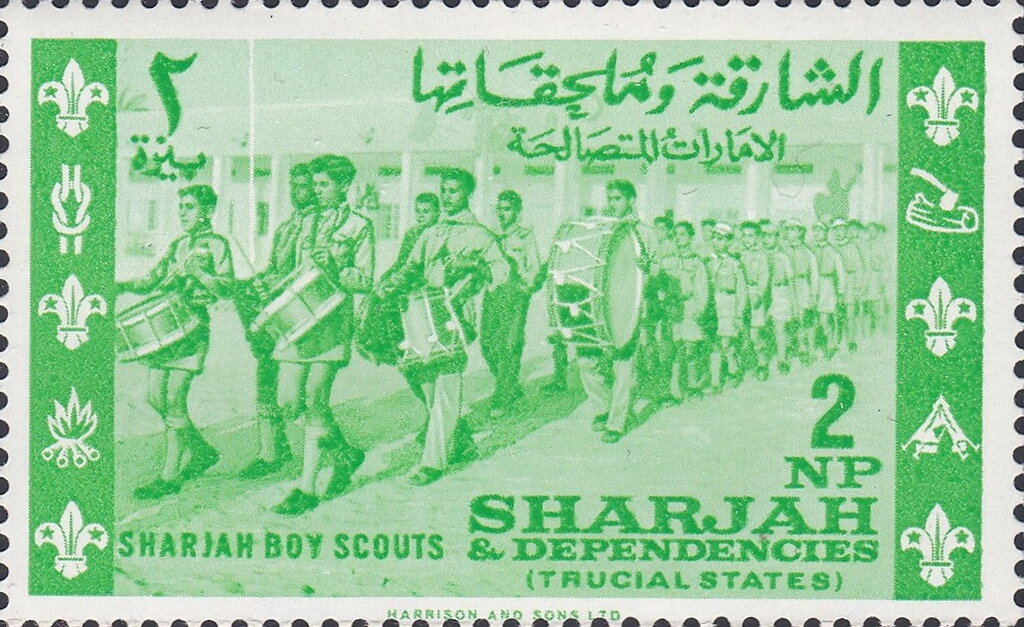
بيزتان
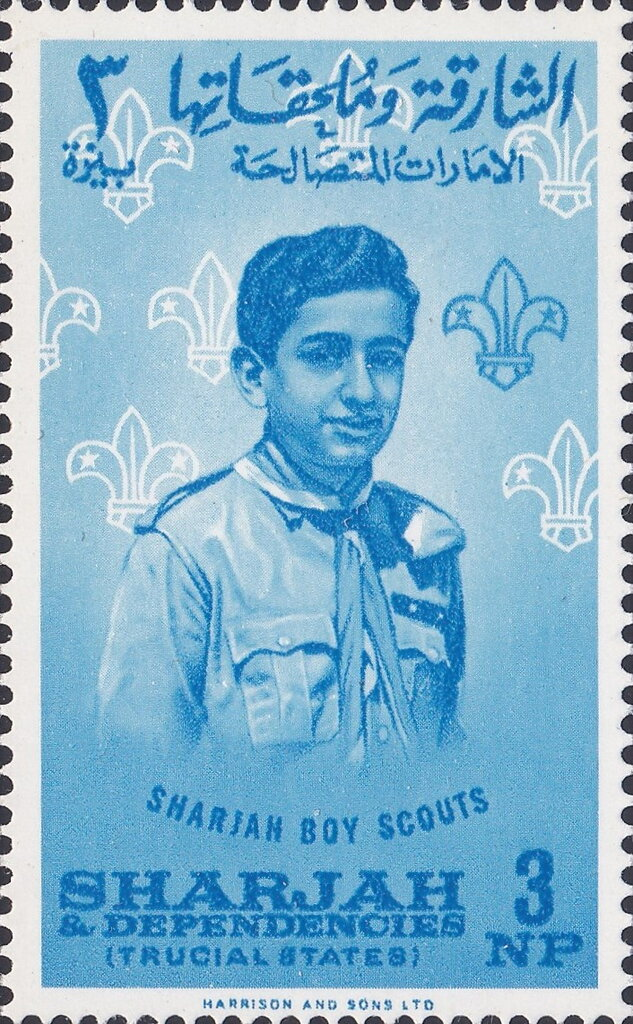
3 بيزات
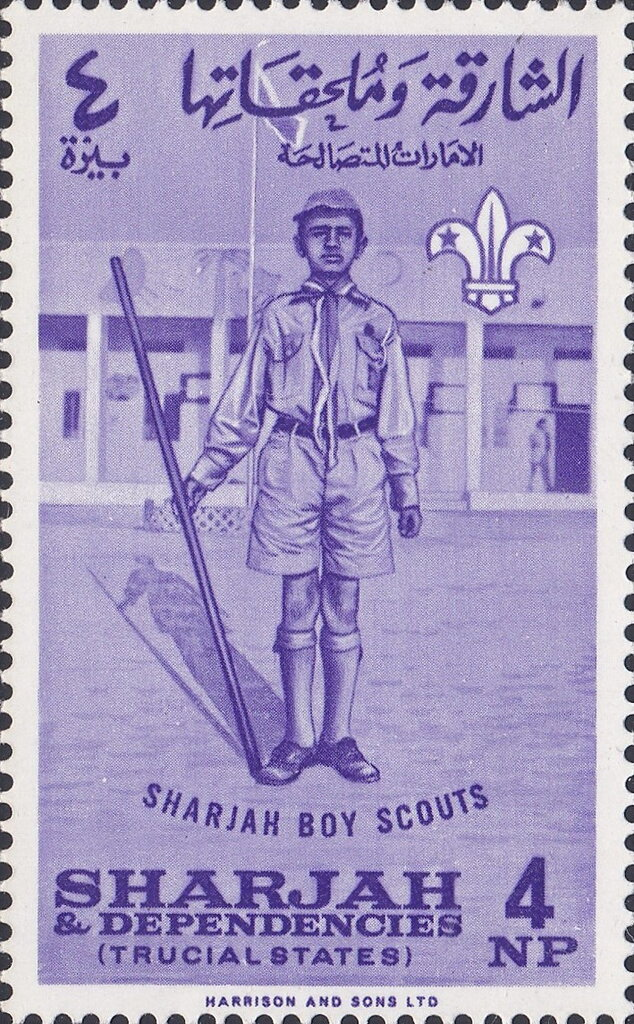
4 بيزات
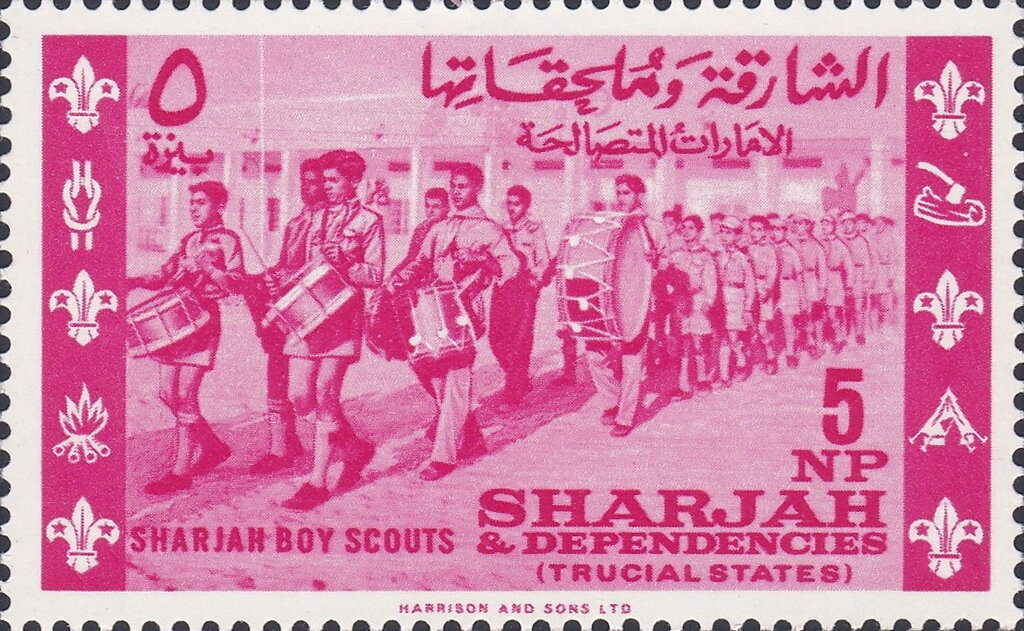
5 بيزات
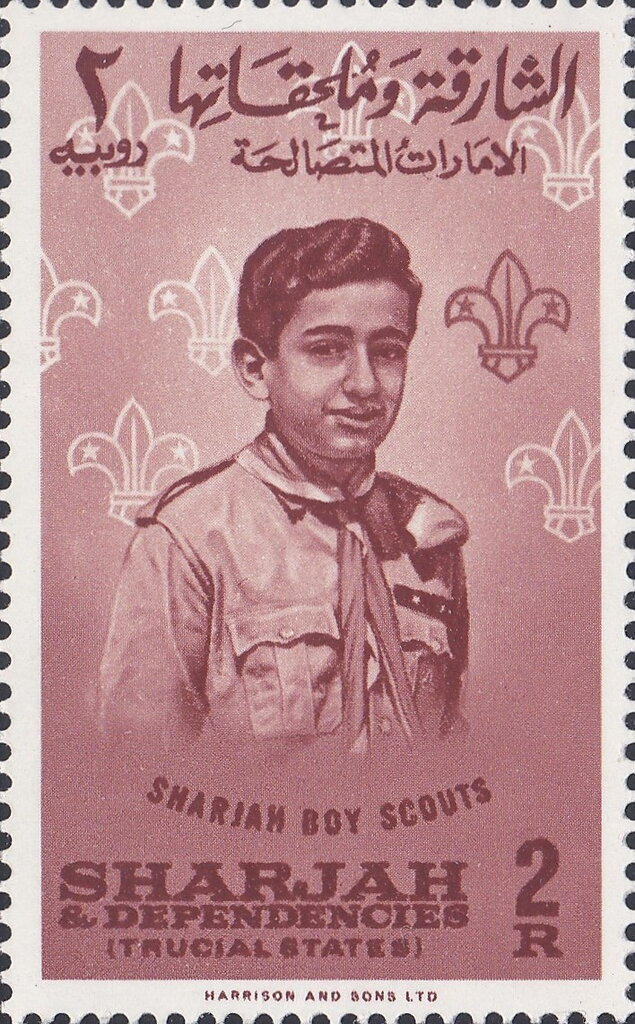
روبيتان

كما توفر إصدار طوابع غير مخرمة:
- 1 بيزة
- بيزتان
- 3 بيزات
- 4 بيزات
- 5 بيزات
- روبيتان
- روبيتان

وكذلك أصدرت بطاقة تذكارية بقيمة روبيتين:

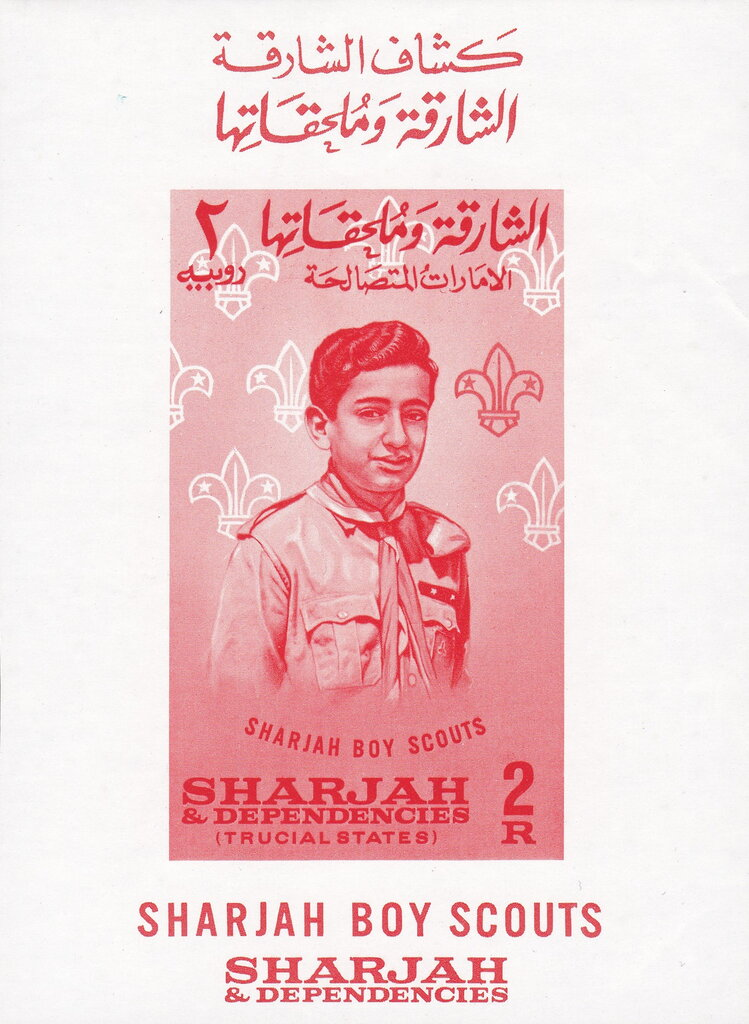
بطاقة تذكارية بقيمة روبيتين

## إصدارات دورة الألعاب الأولمبية الصيفية في اليابان 1964 (المجموعة الثانية)

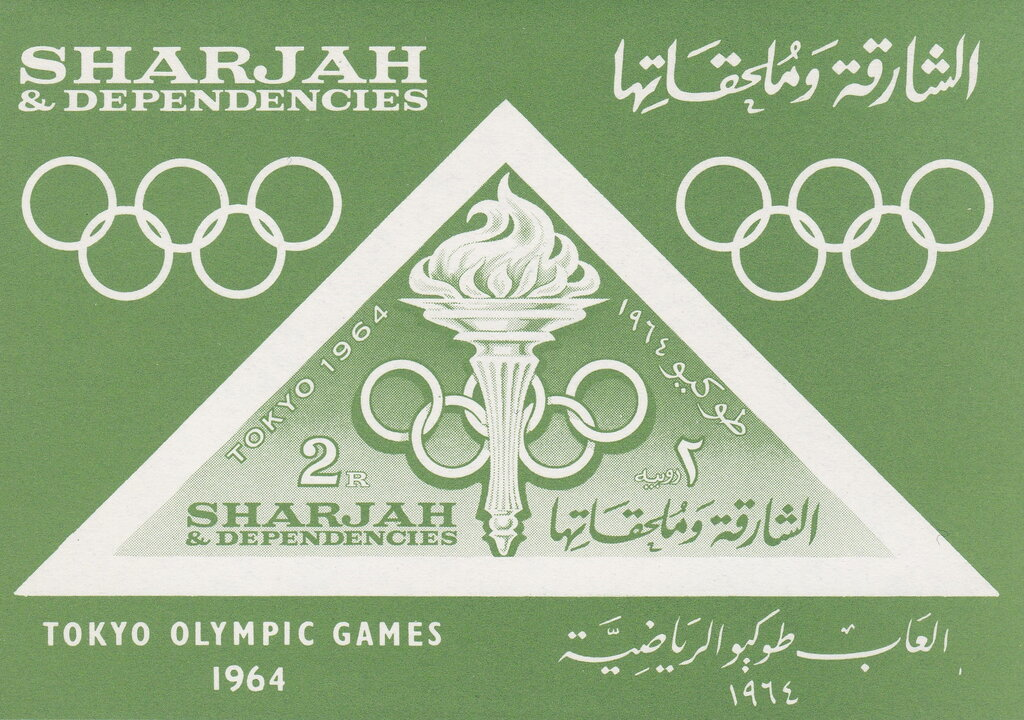
بطاقة تذكارية بقيمة روبيتين.

في 15 أكتوبر 1964، أصدرت الطوابع التالية احتفاء بدورة الألعاب الأولمبية الصيفية في طوكيو عاصمة اليابان:

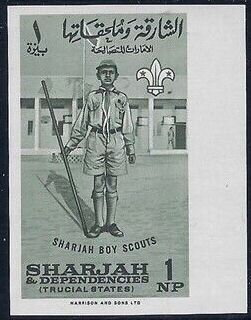
1 بيزة
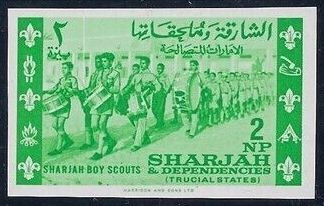
بيزتان
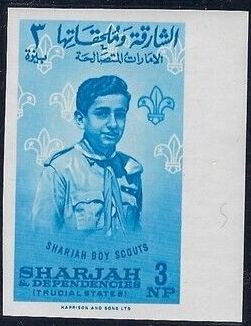
3 بيزات
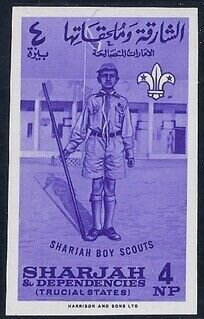
4 بيزة
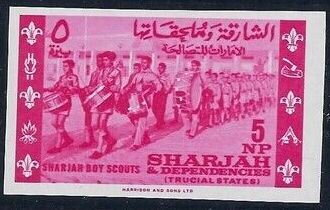
5 بيزة

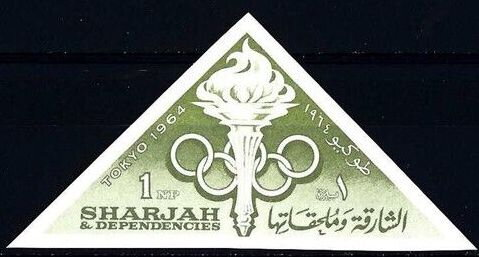
40 بيزة
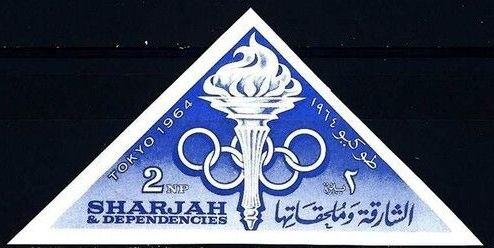
بيزتان
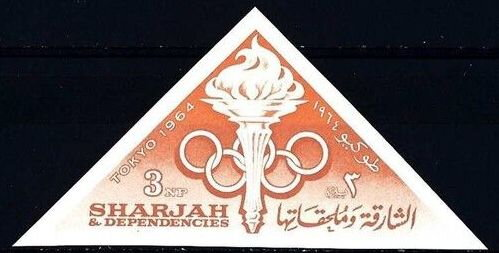
3 بيزات
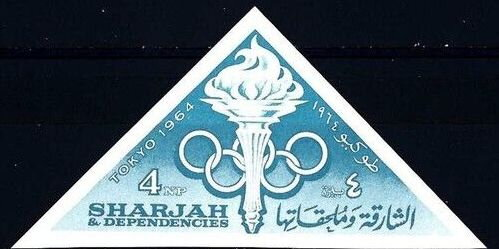
50 بيزة
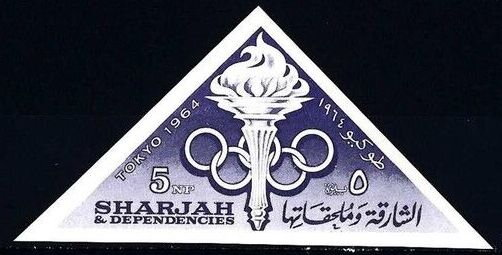
5 بيزة
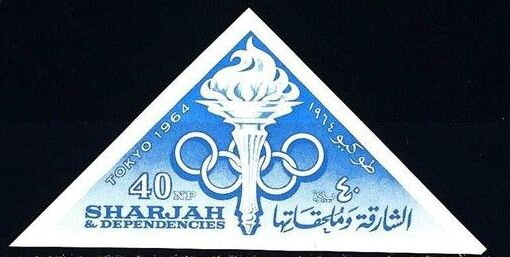
40 بيزة
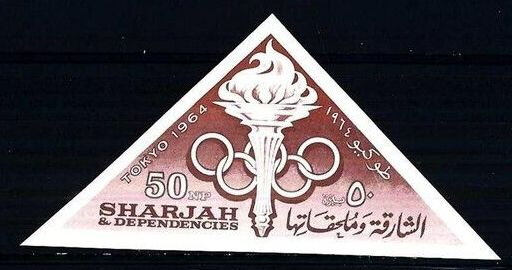
50 بيزة
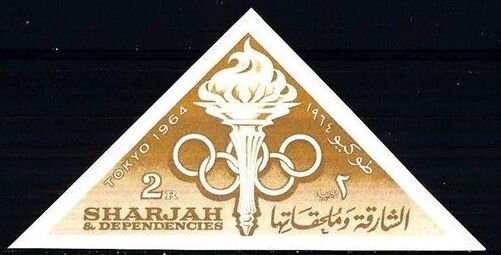
روبيتان
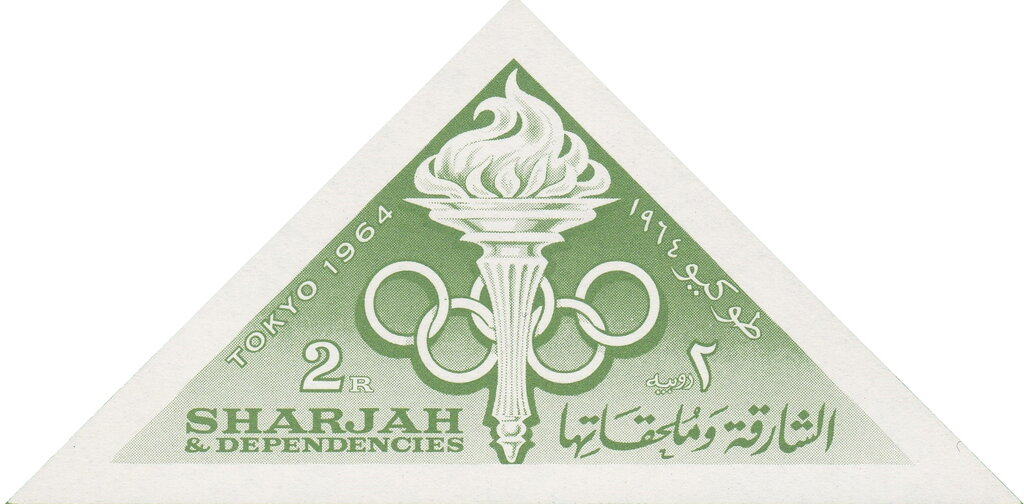
روبيتان
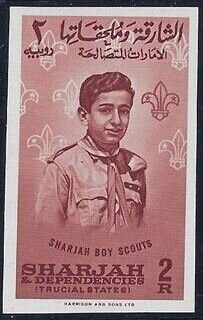
روبيتان
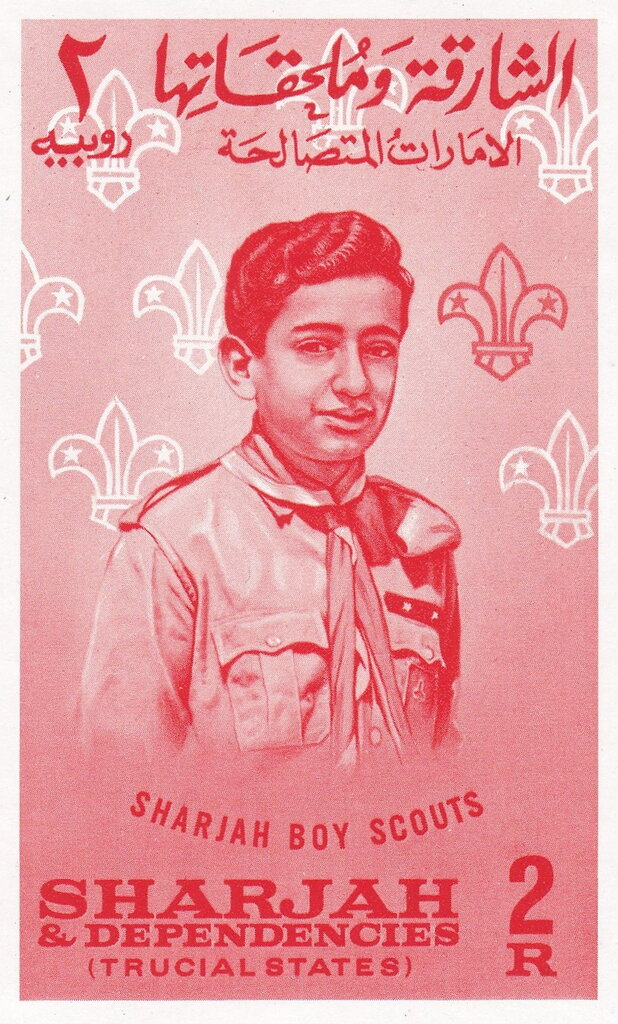
روبيتان

وكذلك توفرت الطوابع في شكل إصدار غير مخرم:

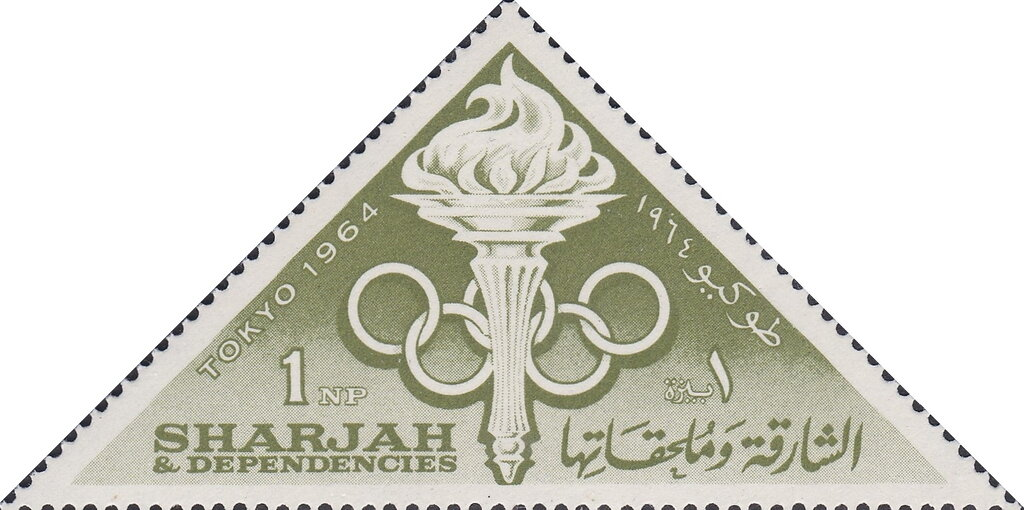
1 بيزة
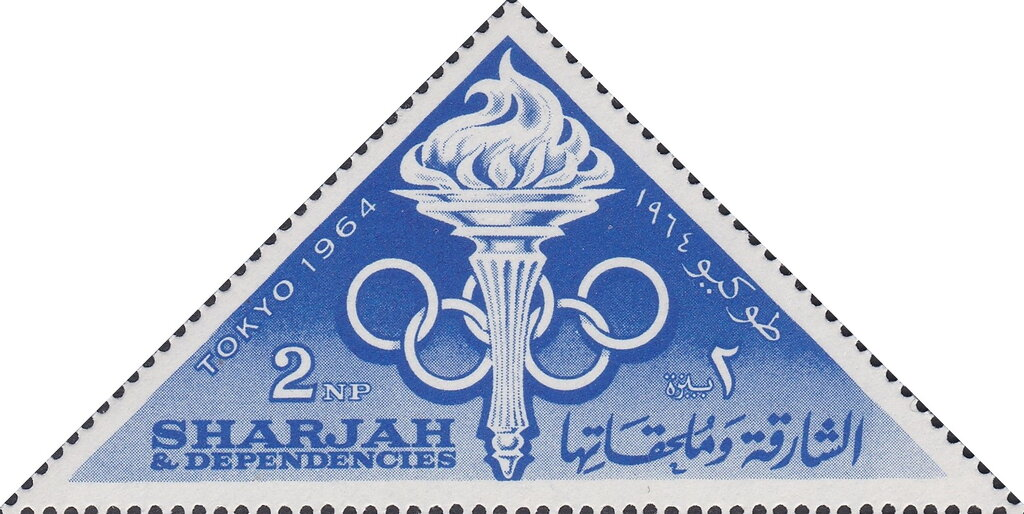
بيزتان
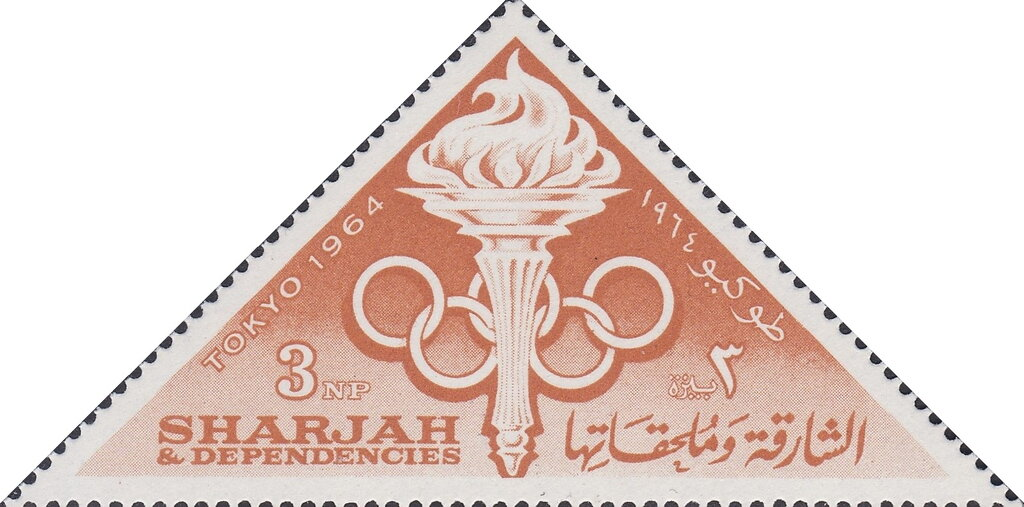
3 بيزات
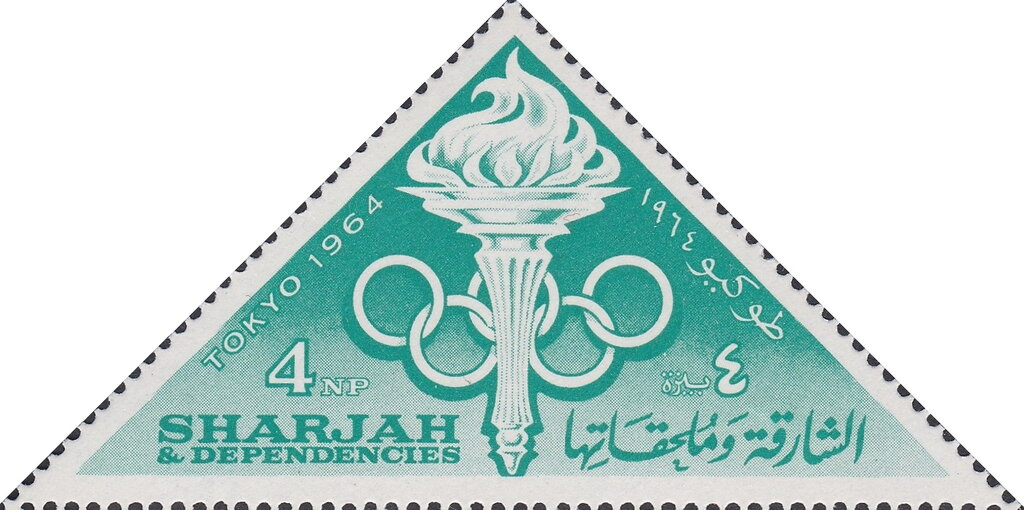
4 بيزة
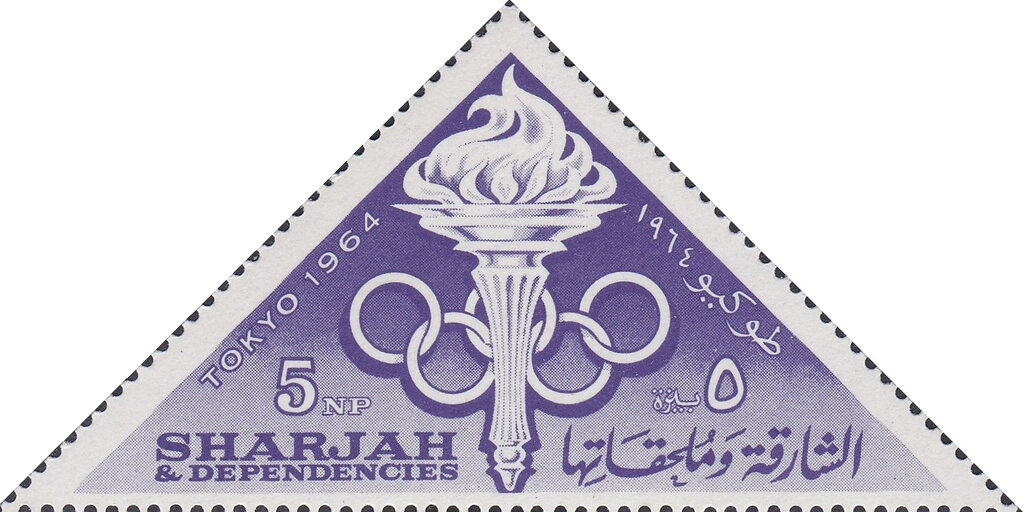
5 بيزة
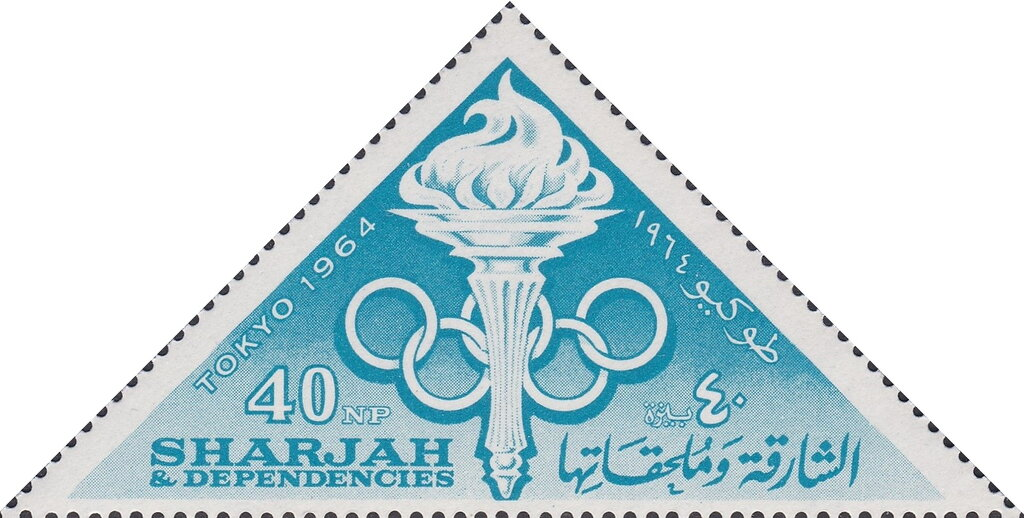
40 بيزة
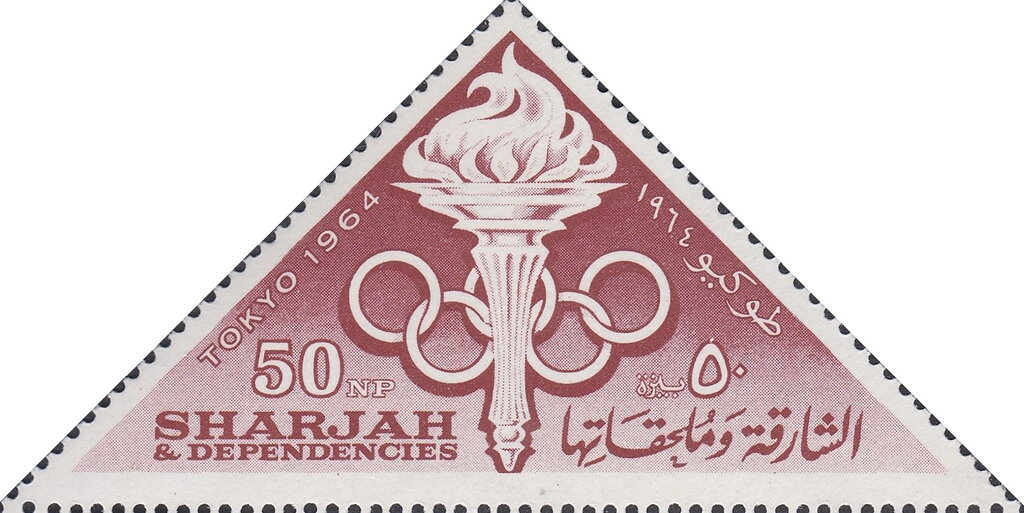
50 بيزة
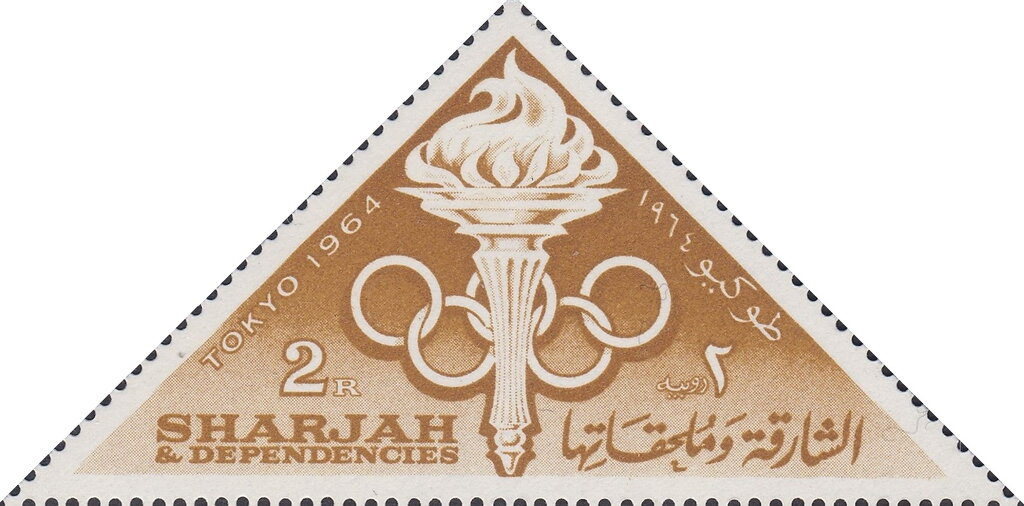
روبيتان
- روبيتان

وتوفرت أيضا بطاقة تذكارية:

## إصدارات ذكرى وفاة جون كينيدي
في 22 نوفمبر 1964، أصدرت الطوابع التالية لمناسبة الذكرى الأولى لمقتل جون كينيدي:

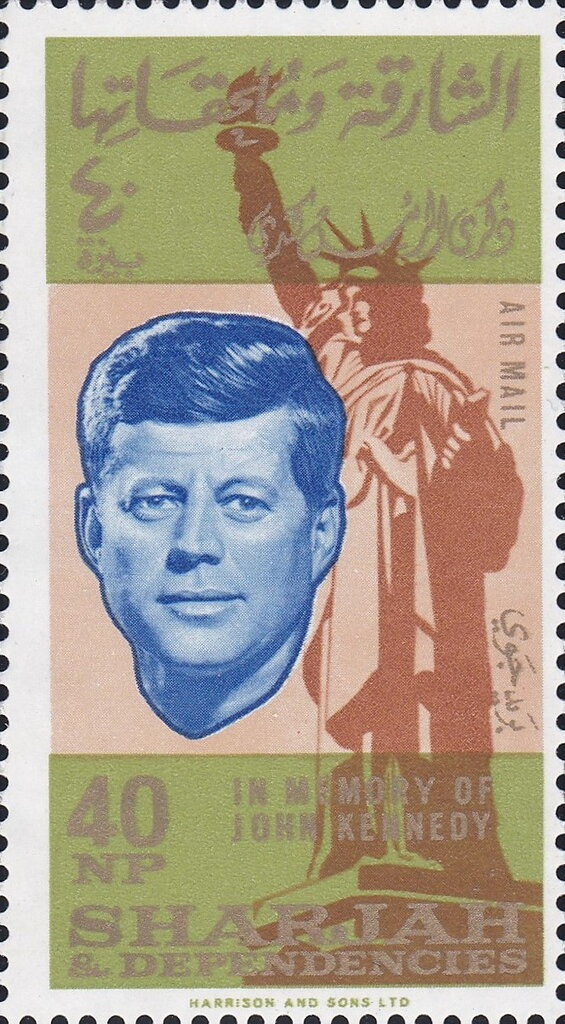
40 بيزة
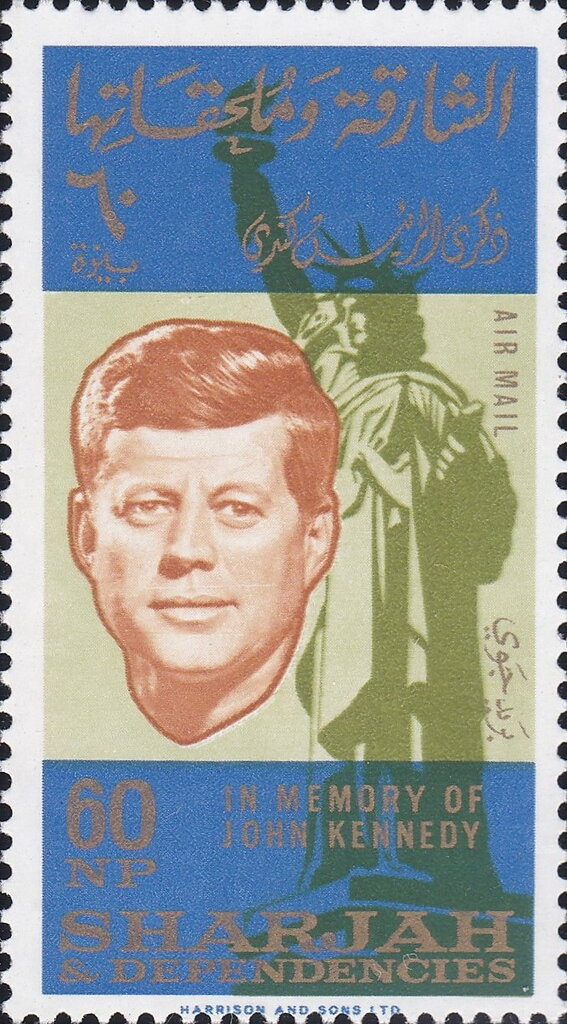
60 بيزة
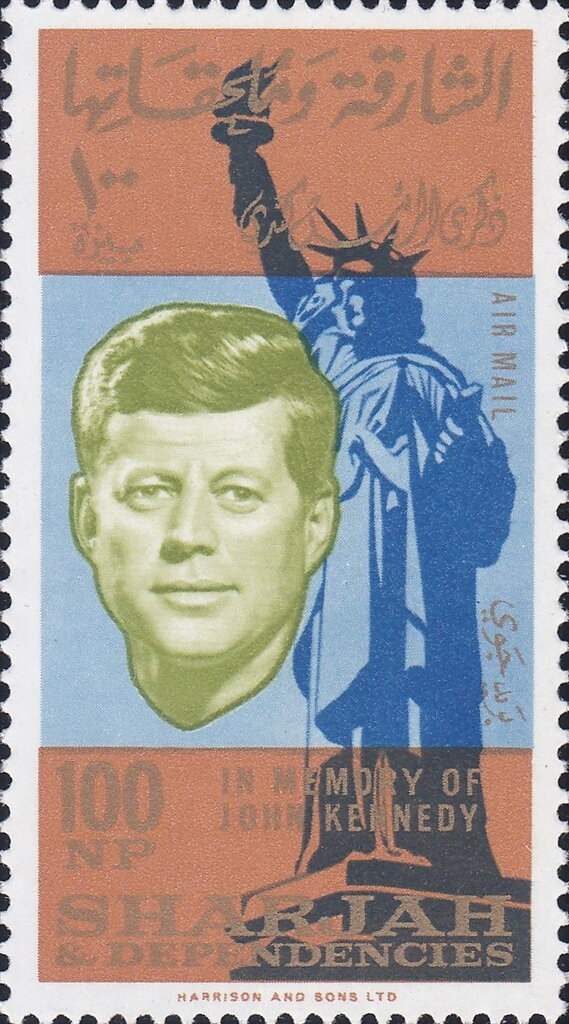
100 بيزة

وكذلك توفر إصدار غير مخرم:

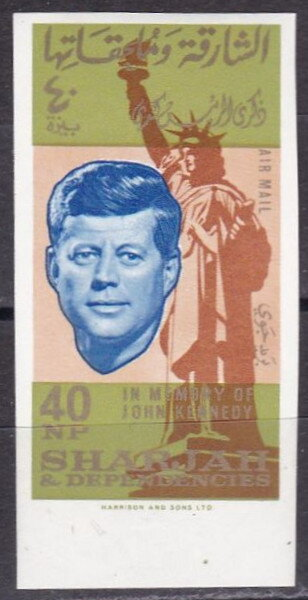
40 بيزة
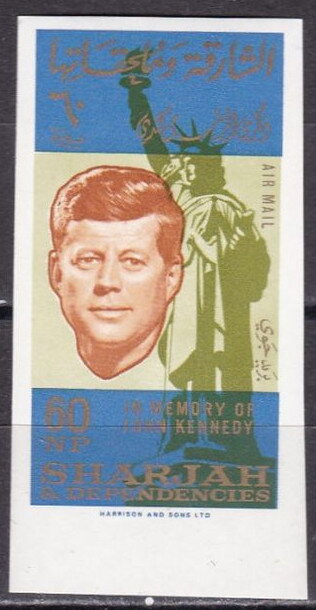
60 بيزة
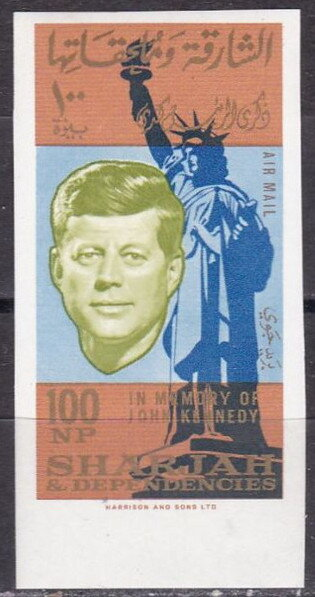
100 بيزة

والطوابع توفرت على هيئة طوابع متجاورة في ورقة طوابع تذكارية:

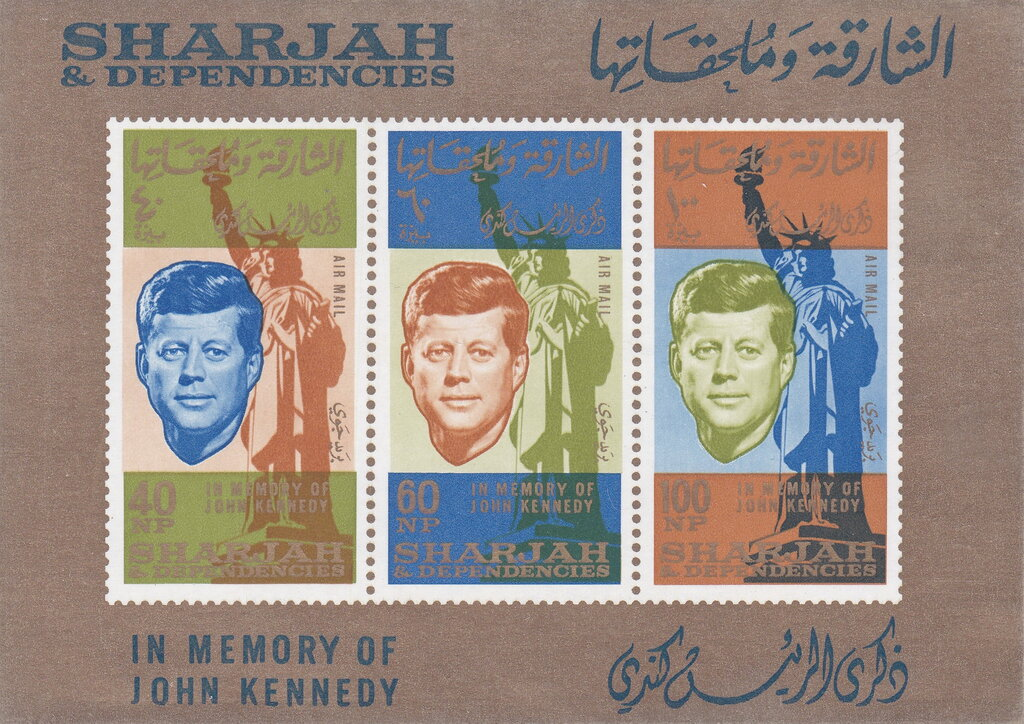
ورقة الطوابع التذكارية.